# 31. März
Der 31. März ist der 90. Tag des gregorianischen Kalenders (der 91. in Schaltjahren), somit verbleiben 275 Tage bis zum Jahresende.
Am 31. März endet in Deutschland die Schutzzeit für Fledermäuse in ihren Überwinterungsquartieren und diese dürfen wieder betreten werden.

## Ereignisse

### Politik und Weltgeschehen
- 1084: Der am 24. März als Gegenpapst inthronisierte Clemens III. krönt Heinrich IV. und dessen Frau Bertha zu Kaiser und Kaiserin des Heiligen Römischen Reichs.
- 1206: Markgraf Dietrich von Meißen schlichtet einen Streit zwischen dem Burggrafen von Dohna und dem Bischof von Meißen über die Burg Thorun. In der Schlichtungsurkunde wird Dresden erstmals urkundlich erwähnt.

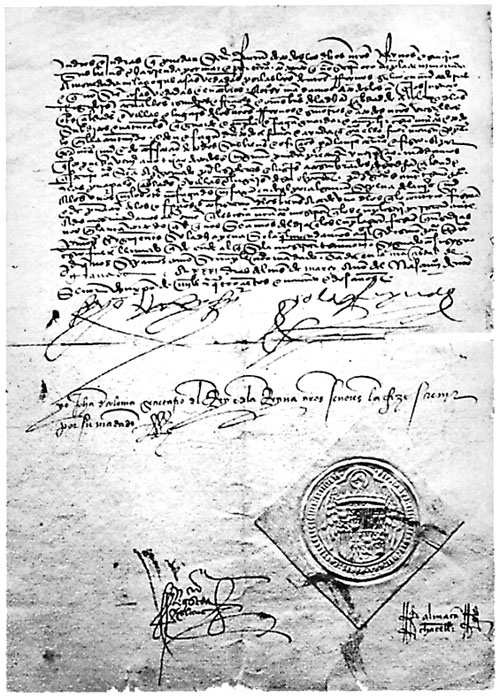
1492: Alhambra-Edikt

- 1492: Knapp zwei Monate nach der endgültigen Rückeroberung der Iberischen Halbinsel von den Mauren unterzeichnen die Katholischen Monarchen Isabella von Kastilien und Ferdinand von Aragon das Alhambra-Edikt, nach dem alle im Land befindlichen Juden zum Christentum konvertieren oder auswandern müssen.

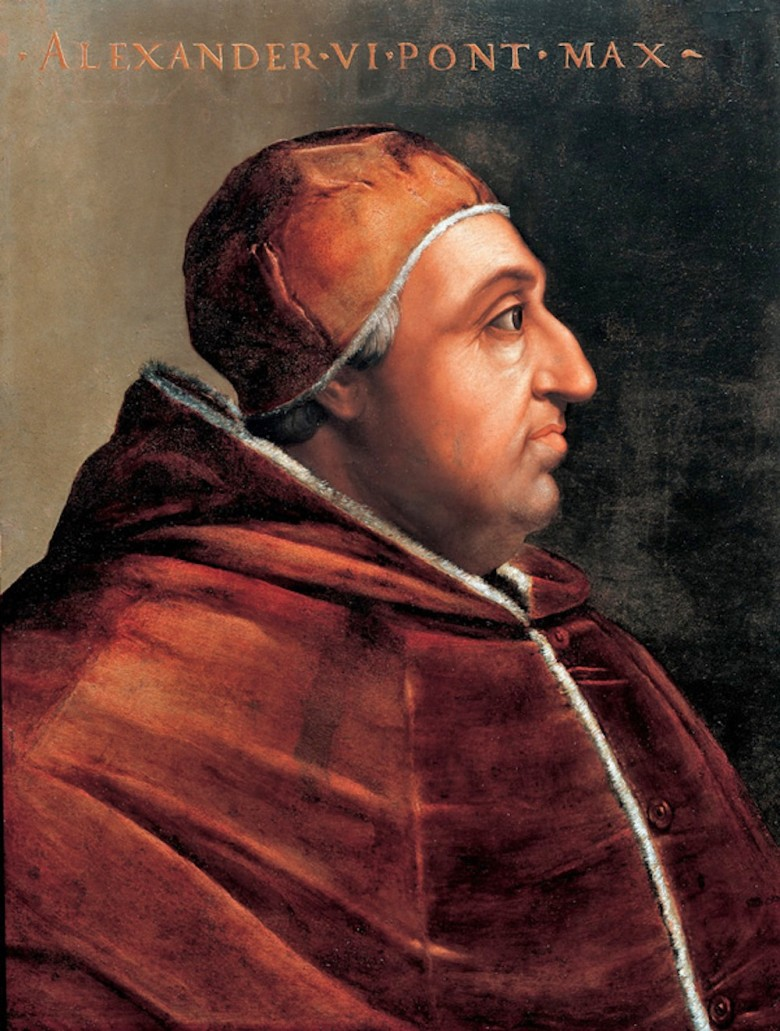
1495: Papst Alexander VI.

- 1495: Papst Alexander VI. bringt die maßgeblich vom römisch-deutschen König Maximilian I. gestützte Heilige Liga von Venedig gegen Ludwig XII. von Frankreich zustande. Ihr gehören das Heilige Römische Reich, Spanien, Mailand und die Republik Venedig an. Vorgebliches Ziel ist der Widerstand gegen das Osmanische Reich.
- 1547: Durch den Tod von König Franz I. wird sein Sohn Heinrich II. neuer König von Frankreich.
- 1723: Die waadtländische Miliz unter Jean Daniel Abraham Davel marschiert in Lausanne ein, um das Waadtland von der Herrschaft Berns zu befreien. Der Aufstand wird innerhalb weniger Tage niedergeschlagen.
- 1814: Der russische Zar Alexander I. und Preußens König Friedrich Wilhelm III. ziehen als Sieger der Befreiungskriege gegen Napoleon Bonaparte in Paris ein.
- 1848: Das Vorparlament tritt in Frankfurt am Main zu seiner ersten Sitzung zusammen.

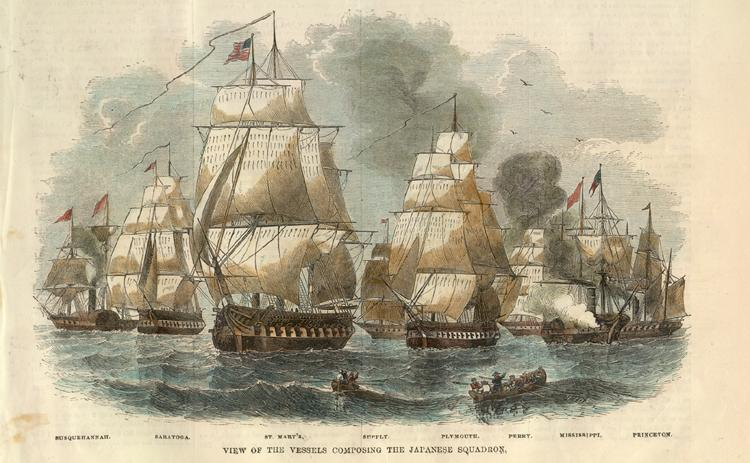
1854: Perrys „Schwarze Schiffe“

- 1854: Der Kommandant der „Schwarzen Schiffe“ Matthew Calbraith Perry schließt mit dem japanischen Shōgun den Vertrag von Kanagawa. Die damit verbundene Öffnung der japanischen Häfen Shimoda und Hakodate für den Handel mit den USA läutet das Ende der Edo-Zeit in Japan ein.
- 1865: Im Amerikanischen Bürgerkrieg kommt es zur Schlacht bei Dinwiddie Court House, einem kleineren Gefecht während des Appomattox-Feldzugs. Die Nord-Virginia-Armee der Konföderation unter George Edward Pickett und Fitzhugh Lee bereitet der Potomac-Armee von Philip Sheridan einen letzten Rückschlag.
- 1866: Die spanische Marine beschießt im Spanisch-Südamerikanischen Krieg die Hafenstadt Valparaíso in Chile und fügt der Stadt schwere Schäden zu.
- 1877: Kurz vor Ausbruch des Russisch-Osmanischen Krieges unterzeichnen die europäischen Großmächte das Londoner Protokoll.
- 1905: Der deutsche Kaiser besucht auf Drängen von Staatskanzler Bernhard von Bülow, der den Abschluss des Sudanvertrags zwischen Großbritannien und Frankreich als Gefahr ansieht, die Stadt Tanger in Marokko. Dieser Ausdruck imperialistischer Machtpolitik provoziert die Erste Marokkokrise.
- 1909: Nachdem sich das Deutsche Reich demonstrativ hinter Österreich-Ungarn gestellt hat, erkennt Serbien die österreichische Annexion von Bosnien und Herzegowina an. Die Bosnische Annexionskrise gilt als wichtiger Meilenstein auf dem Weg zum Ersten Weltkrieg.
- 1933: In Österreich verbietet das austrofaschistische Regime unter Kanzler Engelbert Dollfuß den Republikanischen Schutzbund.

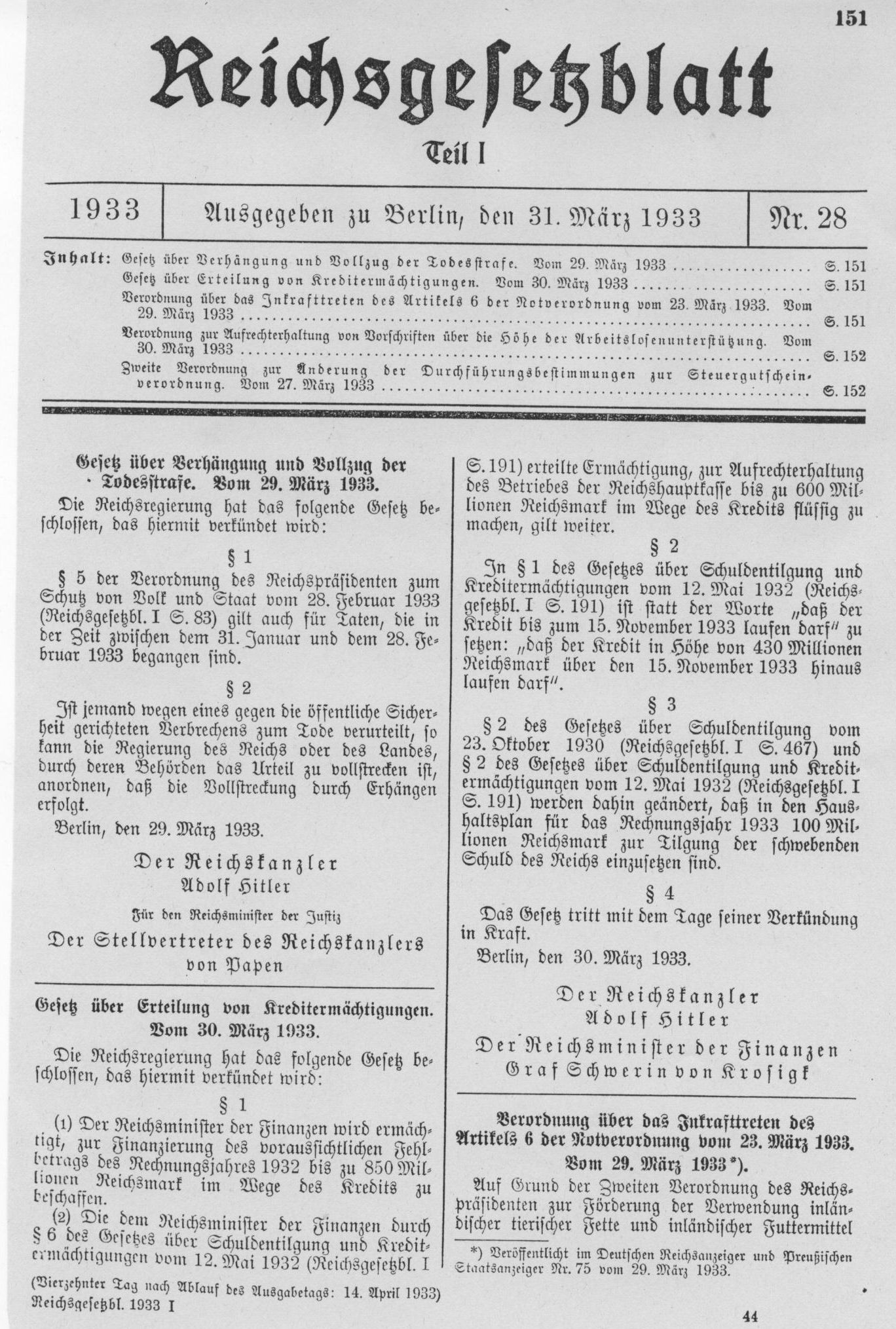
1933: „Gesetz über Verhängung und Vollzug der Todesstrafe“

- 1933: Im deutschen Reichsgesetzblatt wird die Lex van der Lubbe veröffentlicht. Das Gesetz ist anlässlich des Reichstagsbrandes am 29. März beschlossen worden, um den mutmaßlichen Brandstifter Marinus van der Lubbe rückwirkend zum Tode verurteilen zu können und widerspricht damit dem Rechtsstaatsprinzip.

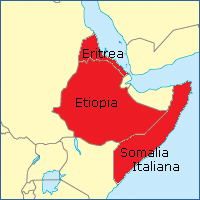
1936: Italienisch-Ostafrika

- 1936: In der Schlacht von Mai Ceu besiegen die Italiener, begünstigt durch den massiven Einsatz von Senfgas (→ Italienische Kriegsverbrechen in Afrika), die letzten regulären äthiopischen Verbände und entscheiden so den Abessinienkrieg zu ihren Gunsten. Äthiopien wird wenige Wochen später zum Teil der Kolonie Italienisch-Ostafrika erklärt.
- 1937: Nach der Niederlage in der Schlacht bei Guadalajara ändert Francisco Franco im Spanischen Bürgerkrieg die Strategie und eröffnet den Krieg im Norden. Erstes Opfer eines Fliegerangriffs durch die Legion Condor ist das Dorf Durango.
- 1939: Mit der Britisch-Französischen Garantieerklärung kündigen Großbritannien und Frankreich an, im Fall eines deutschen Angriffs auf Polen dem Deutschen Reich den Krieg zu erklären. Die Vorgeschichte des Zweiten Weltkrieges in Europa tritt in ihre entscheidende Phase.
- 1940: Kapitän zur See Bernhard Rogge bricht mit dem Hilfskreuzer Atlantis zur Kaperfahrt auf. Die Reise wird rund um die Welt führen und mit über 600 Tagen der längste Kriegseinsatz eines deutschen Kriegsschiffes.
- 1948: Der dänische König Frederik IX. unterzeichnet das bis heute geltende Gesetz über die Autonomie der Färöer (Heimastýrislógin). Es sichert den Färöern weitgehende Selbstbestimmung in allen inneren Angelegenheiten, während Außen- und Verteidigungspolitik bei Dänemark verbleiben.

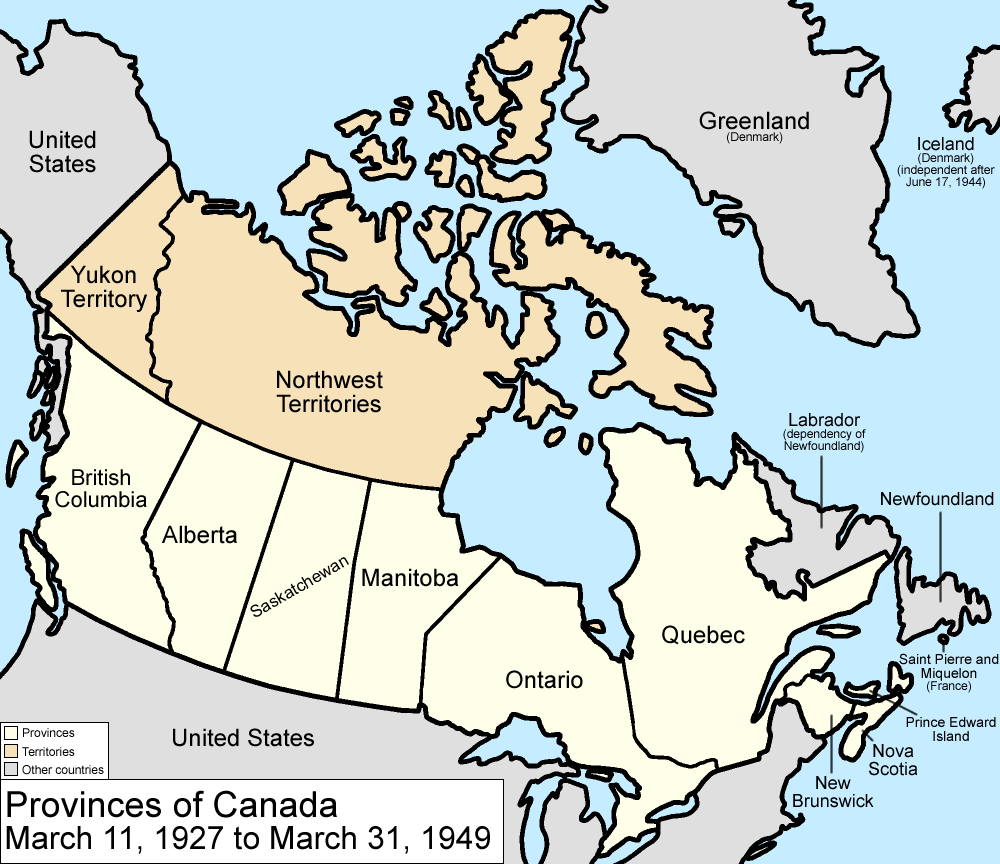
1949: Kanada und Neufundland

- 1949: Nach einer Volksabstimmung im Vorjahr wird der unabhängige Staat Dominion Neufundland unter dem Namen Neufundland und Labrador die zehnte Provinz Kanadas.

1964: Humberto Castelo Branco

- 1964: In Brasilien putscht das Militär mit Unterstützung der USA gegen Präsident João Goulart, um eine von ihm geplante Bodenreform zu verhindern. General Humberto Castelo Branco wird Staatspräsident. Die Militärdiktatur in Brasilien dauert bis 1985.
- 1965: In Wien wird der ehemalige Widerstandskämpfer Ernst Kirchweger bei einer Demonstration gegen den umstrittenen Historiker Taras Borodajkewycz vom Studenten Günther Kümel, Mitglied des Rings Freiheitlicher Studenten tödlich verletzt.

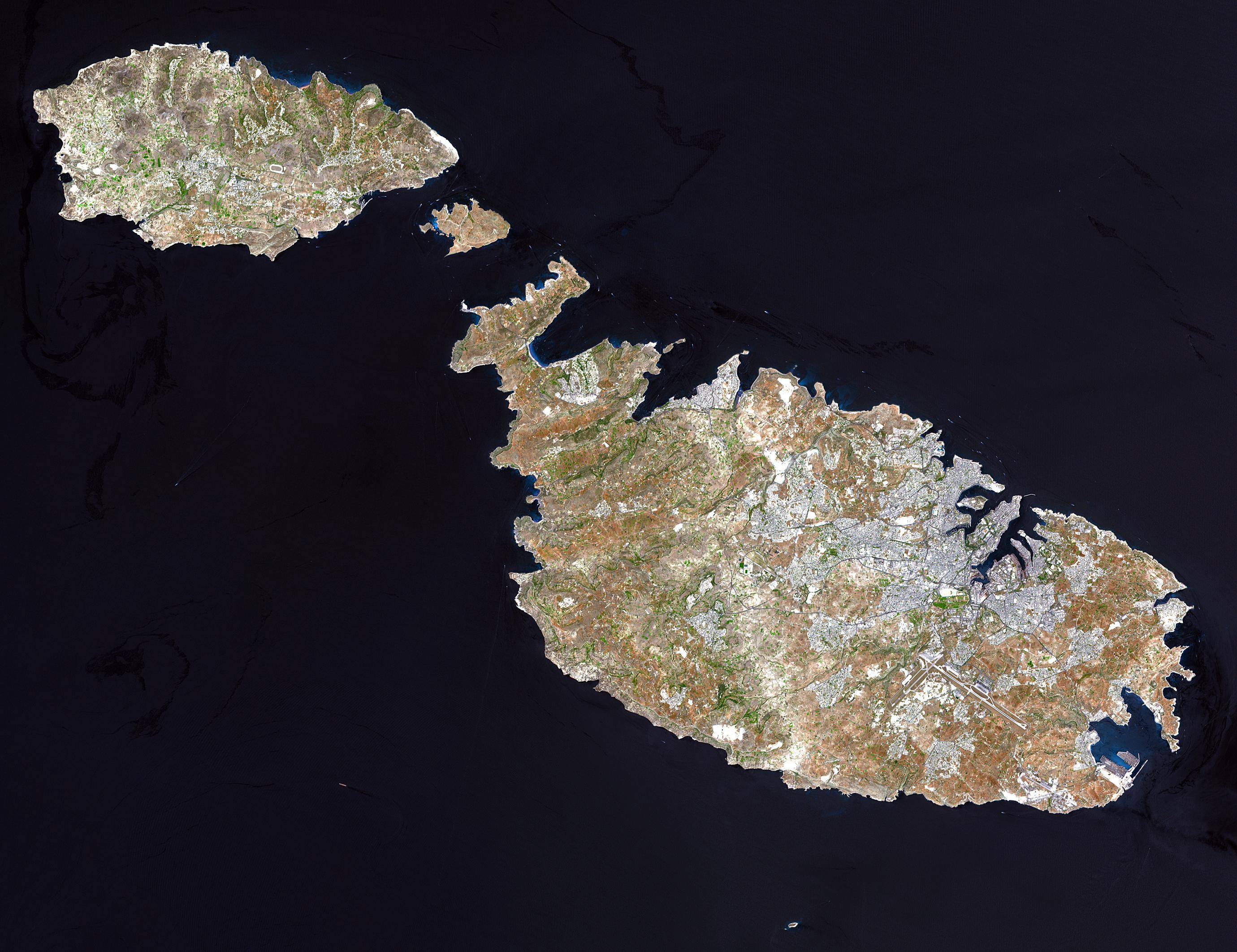
1979: Malta

- 1979: 15 Jahre nach der Unabhängigkeit Maltas verlassen die letzten britischen Truppen die Mittelmeerinsel.
- 1979: Bei einer Volksabstimmung im Iran im Zuge der Islamischen Revolution entscheidet sich eine überwältigende Mehrheit für die Einführung einer Islamischen Republik.
- 1990: In London demonstrieren rund 70.000 Menschen gegen die von der Regierung Margaret Thatchers eingeführte Kopfsteuer.
- 1991: Bei einem vom Vorsitzenden des Obersten Sowjets, Swiad Gamsachurdia, organisierten Referendum stimmen offiziell fast 99 % der Stimmberechtigten für die Unabhängigkeit Georgiens von der Sowjetunion.
- 1991: Die militärischen Strukturen des Warschauer Paktes werden aufgelöst.
- 1991: In Albanien finden die ersten pluralistischen Wahlen statt, bei denen die Opposition allerdings noch keine Chancengleichheit hat, was zu einem Sieg der Partei der Arbeit Albaniens unter Ramiz Alia führt.
- 1994: Die Britische Rheinarmee wird offiziell aufgelöst. Teile der Streitkräfte sind als British Forces Germany weiterhin in Deutschland stationiert.
- 1998: Die Bayerische Grenzpolizei geht in der Bayerischen Staatlichen Polizei auf.

### Wirtschaft
- 1831: Die Mainzer Akte regelt als internationales Abkommen die Schifffahrt auf dem Rhein. Im Jahr 1868 wird die Vereinbarung in der Mannheimer Akte revidiert.
- 1910: In der Grube Samson in Sankt Andreasberg im Oberharz wird nach rund 400 Jahren Betrieb die letzte Schicht zum Erzabbau gefahren.
- 1956: Letztmals müssen in der Bundesrepublik Deutschland Steuermarken für das Notopfer Berlin auf Postsendungen geklebt werden. Das Aufkommen aus der nach der Berlin-Blockade eingeführten Notopfermarke sollte die wirtschaftliche Not West-Berlins verringern helfen.
- 1958: Die österreichische Fluggesellschaft Austrian Airlines nimmt den Linienflugverkehr zwischen Wien und London auf. Es ist die erste Verbindung des nach dem Abschluss des Staatsvertrags wieder zulässigen Luftverkehrs.
- 1963: Nach über hundertjährigem Betrieb wird die Steinkohle fördernde Zeche Centrum in Wattenscheid als Opfer reduzierter Kohlennachfrage und aus Produktivitätserwägungen stillgelegt.

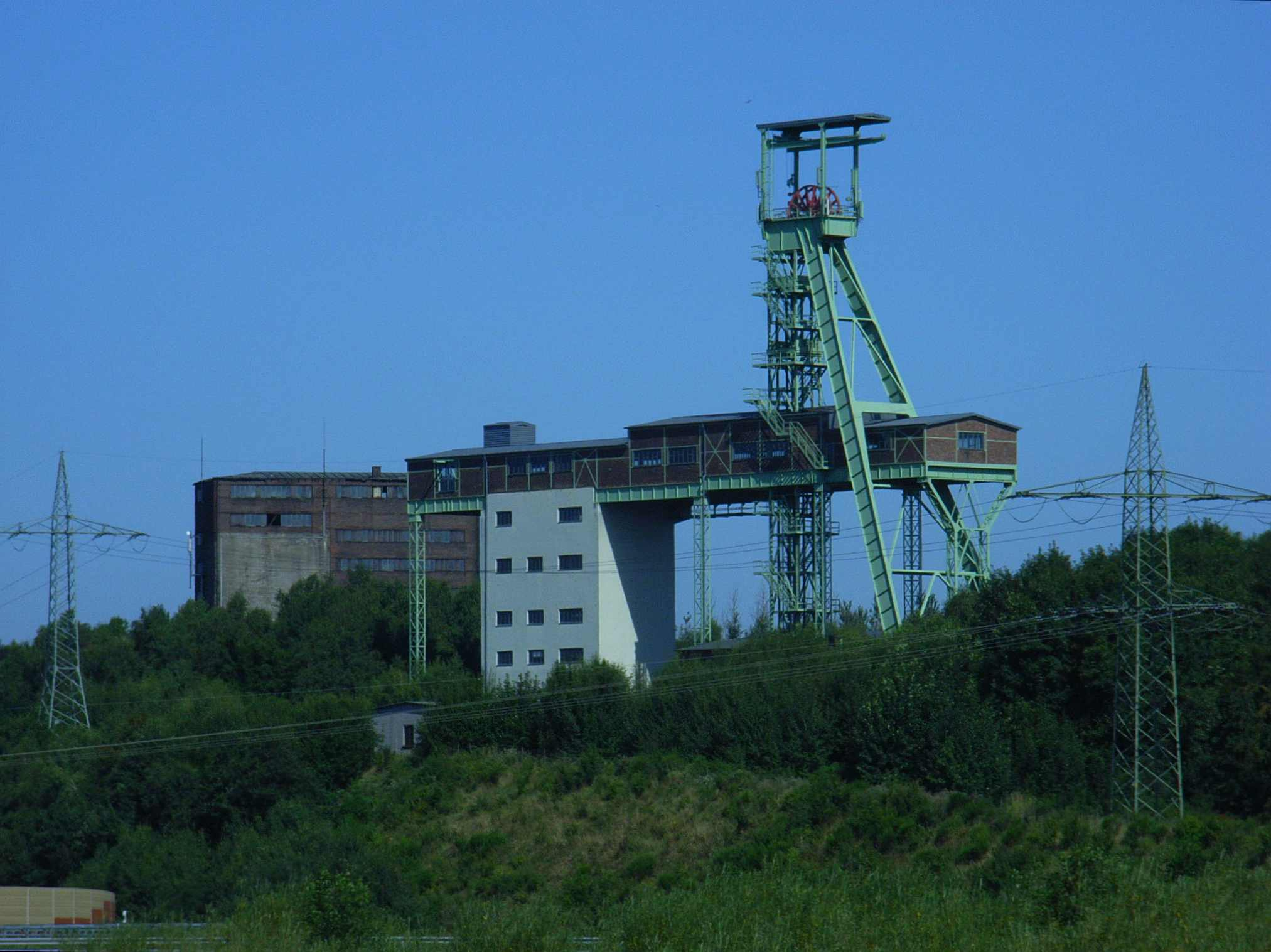
1965: Förderturm der Grube Georg

- 1965: Mit den letzten Schichten in den Gruben Georg in Willroth und Füsseberg in Daaden endet der über 2500 Jahre lang betriebene Erz-Bergbau im Siegerland.
- 1969: Im Aachener Steinkohlenrevier wird die schon im Jahr 1599 erwähnte Grube Gouley in Morsbach stillgelegt.
- 1971: Das auf Kaffeeprodukte spezialisierte Einzelhandelsunternehmen Starbucks wird in Seattle gegründet.
- 1993: Das Tübinger Unternehmen Zanker, ein Hersteller von Haushaltsgeräten, wird geschlossen. Sein Name bleibt als Handelsmarke des Käufers Electrolux erhalten.

### Wissenschaft und Technik
- 1880: Wabash, Indiana ist der erste komplett mit einer elektrischen Straßenbeleuchtung ausgestattete Ort der Welt.

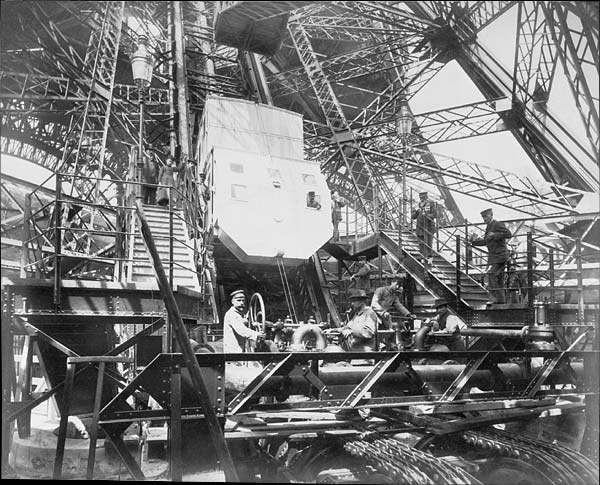
1889: Tour durch den Eiffelturm

- 1889: In Paris wird anlässlich der Weltausstellung der von Gustave Eiffel erbaute und nach ihm benannte Eiffelturm eingeweiht. Der zu diesem Zeitpunkt höchste Stahlfachwerkturm, der von der Pariser Bevölkerung als „Schandfleck“ wahrgenommen wird, soll ursprünglich nur 20 Jahre stehen bleiben.
- 1903: Dem neuseeländischen Luftfahrtpionier Richard Pearse gelingt in Waitohi erstmals ein motorisierter Flug mit einem Flugapparat schwerer als Luft. Der Flug ist jedoch unkontrolliert und dauert nicht sehr lange.

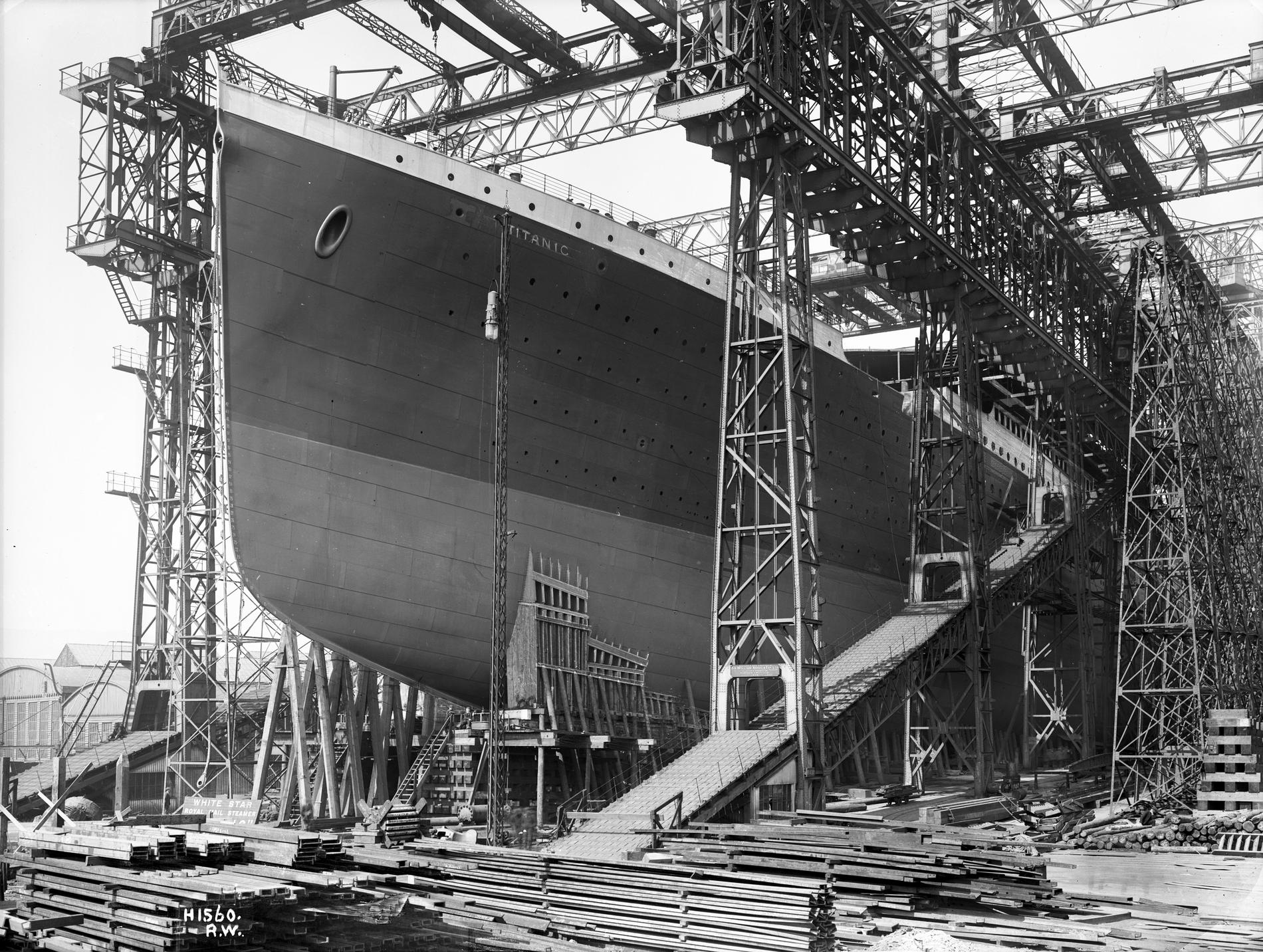
1909: Titanic vor dem Stapellauf 1911

- 1909: In der Werft von Harland & Wolff Ltd. in Belfast findet die Kiellegung der Titanic statt. Nach der Olympic handelt es sich um das zweite Schiff der Olympic-Klasse, das in Bau geht.
- 1911: Beim Bau der Lötschberglinie durch die Bern-Lötschberg-Simplon-Bahn erfolgt in den Berner Alpen der Lötschbergtunnel-Durchstich.
- 1966: Die Sowjetunion startet die Raumsonde Luna 10, die als erster Satellit den Mond umkreisen wird.
- 1970: Der US-amerikanische Erdsatellit Explorer 1, der erste Satellit des Explorer-Programms, taucht nach 12 Jahren im All wieder in die Erdatmosphäre ein.

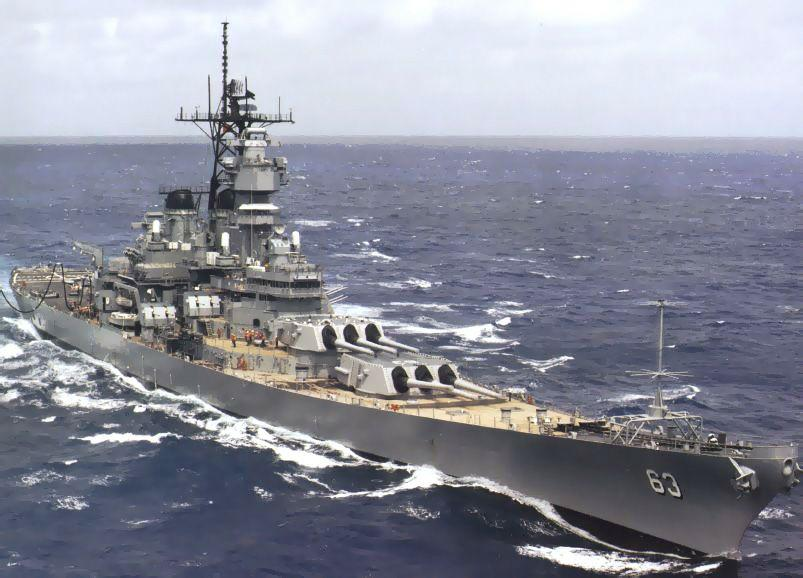
1992: Die USS Missouri

- 1992: Die Missouri wird als letztes Schlachtschiff des Zweiten Weltkriegs der United States Navy außer Dienst gestellt.

### Kultur

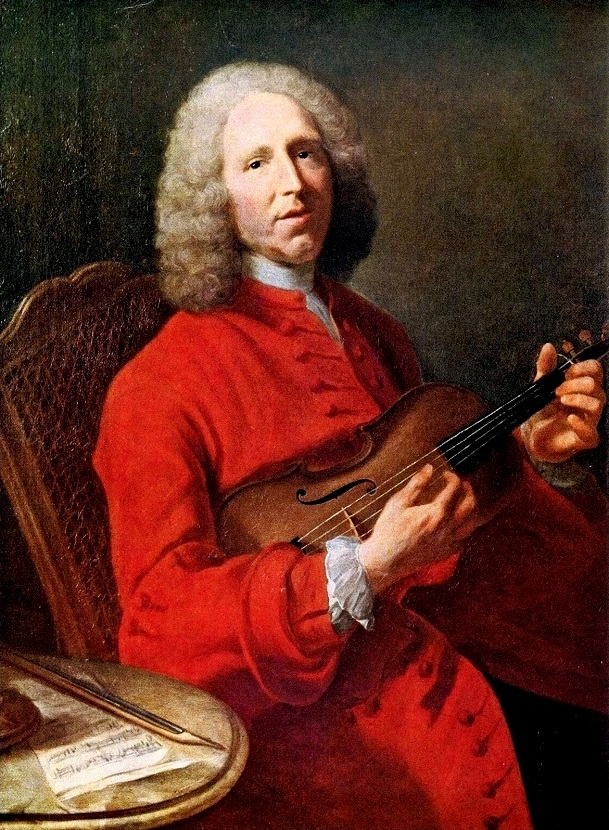
1745: Jean-Philippe Rameau

- 1745: Die Ballettkomödie Platée von Jean-Philippe Rameau wird in Räumlichkeiten des Großen Marstalles in Versailles uraufgeführt. Anlass der Uraufführung ist die Hochzeitsfeier von Louis Ferdinand de Bourbon, dauphin de Viennois, Sohn von König Ludwig XV., und der Infantin Maria Theresia Rafaela von Spanien.
- 1841: Am Leipziger Gewandhaus wird Robert Schumanns 1. Sinfonie, die Frühlingssinfonie uraufgeführt. Dirigent des Gewandhausorchesters ist Felix Mendelssohn Bartholdy, das Werk wird vom Publikum sehr gut aufgenommen.
- 1898: In Elberfeld (heute zu Wuppertal) wird am Vorabend von Bismarcks Geburtstag das bis dahin größte Bismarckdenkmal enthüllt.

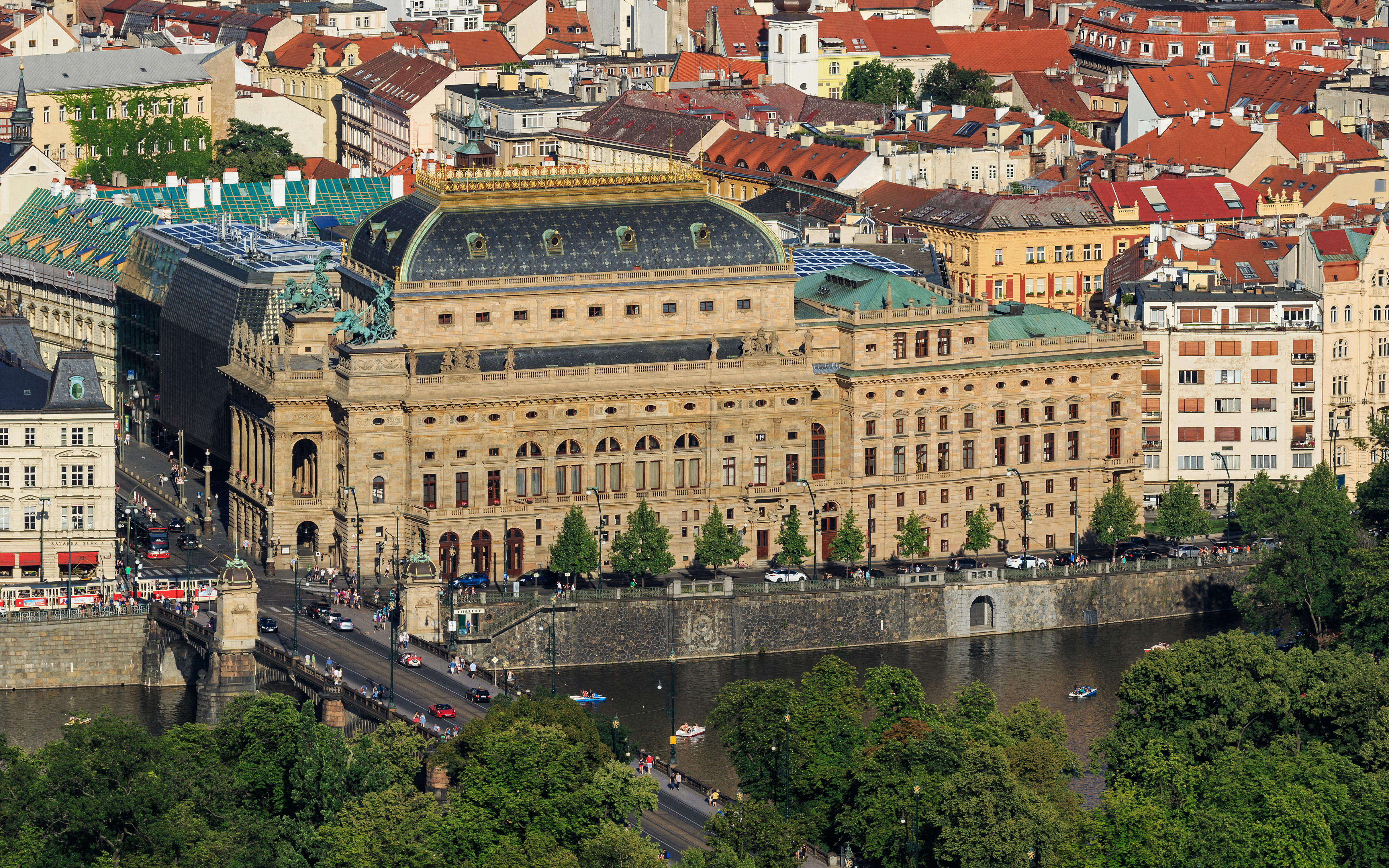
1901: Prager Nationaltheater

- 1901: Am Prager Nationaltheater wird Dvořáks auf slawischen Volksmythen basierende Märchenoper Rusalka uraufgeführt.
- 1913: Skandalkonzert oder Watschenkonzert: bei einer Aufführung von Werken zeitgenössischer Komponisten mit Arnold Schönberg als Dirigent im Wiener Musikvereinssaal kommt es zu Tumulten, so dass das Konzert vorzeitig abgebrochen werden muss.
- 1930: Der US-amerikanische Verband der Filmproduzenten und -verleiher verabschiedet den von Will Hays erstellten Production Code, Richtlinien für die Darstellung von Sex, Gewalt und Religion.
- 1934: Walter Wilhelm Goetzes Operette Der goldene Pierrot wird im Theater des Westens in Berlin uraufgeführt.

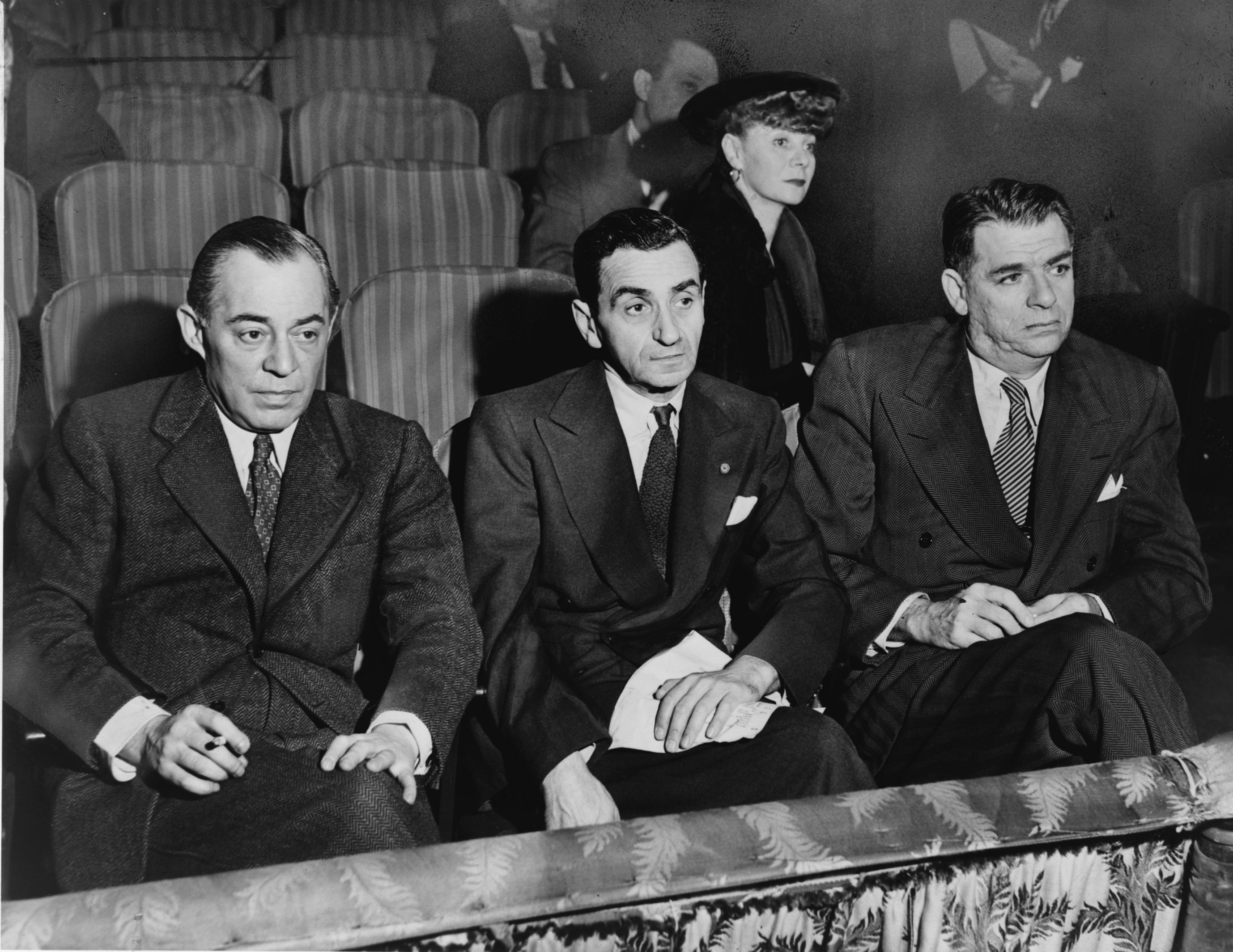
1943: Rodgers (links) und Hammerstein (rechts)

- 1943: Das Musical Oklahoma! von Richard Rodgers und Oscar Hammerstein wird im New Yorker Saint James Theatre uraufgeführt. Das Musical wird bis 1948 ununterbrochen am Broadway laufen, was einen neuen Rekord darstellt.
- 1961: Fritz Hüser und Paul Polte gründen gemeinsam mit zahlreichen Schriftstellern den Arbeitskreis für künstlerische Auseinandersetzung mit der industriellen Arbeitswelt. Die spätere Dortmunder Gruppe 61 hat das Ziel, schriftstellerisch tätige Arbeiter auf der einen und Lektoren, Kritiker und Journalisten auf der anderen Seite zusammenzubringen.

### Religion
- 1146: Nach einer Predigt Bernhard von Clairvauxs erklärt Frankreichs König Ludwig VII. in Vézelay seinen Willen, am Zweiten Kreuzzug teilzunehmen.
- 1272: Papst Gregor X. beruft ein Konzil nach Lyon zur Reformierung der katholischen Kirche ein.
- 1462: Papst Pius II. verwirft die mit den Hussiten bestehenden Böhmischen Kompaktaten und verlangt die kirchliche Wiedervereinigung in Böhmen. Erst über ein Jahrhundert später erfüllt sich dieser Wunsch.

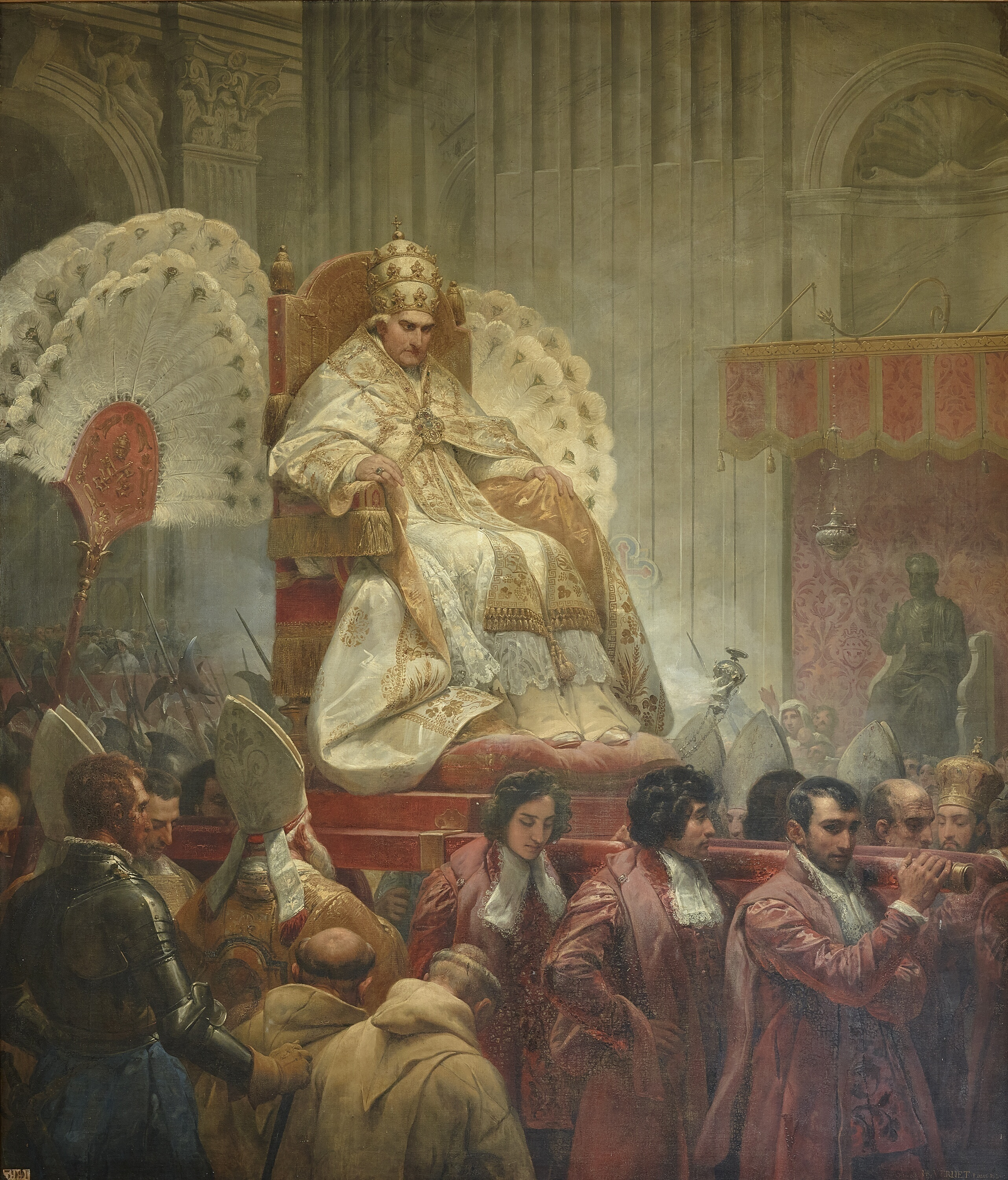
1829: Pius VIII. bei der Krönung

- 1829: Francesco Saverio Castiglione wird zum Papst gewählt und nimmt den Namen Pius VIII. an.

### Katastrophen
- 1845: Die Sächsische Sintflut erreicht in Dresden ihren Höhepunkt.
- 1931: Ein Erdbeben zerstört Managua in Nicaragua und fordert 2000 Todesopfer.
- 1986: Nach einem Feuer an Bord prallt eine Boeing 727 der Fluggesellschaft Mexicana de Aviación gegen einen Berg nahe Mexiko-Stadt. Alle 166 Passagiere sterben.

Kleinere Unglücksfälle sind in den Unterartikeln von Katastrophe und in der Liste von Katastrophen aufgeführt.

### Sport
- 1985: Im Madison Square Garden in New York City findet die erste WWF Wrestlemania statt.
- 1997: Martina Hingis wird als jüngste Tennisspielerin (als 16-Jährige) Nummer 1 in der WTA-Rangliste.
- 2007: Henry Maske schlägt in der Münchner Olympiahalle nach zehn Jahren Pause mit 43 Jahren den amtierenden WBA-Weltmeister im Cruisergewicht Virgil Hill nach Punkten und schreibt damit Boxgeschichte, da er die längste Kampfpause der Geschichte eingelegt hat. Maske erklärt nach dem Kampf seinen endgültigen Rücktritt.

Einträge von Leichtathletik-Weltrekorden befinden sich unter der jeweiligen Disziplin unter Leichtathletik.

## Geboren

### Vor dem 18. Jahrhundert
- 1347: Friedrich III., Herzog von Österreich
- 1360: Philippa of Lancaster, portugiesische Königin
- 1366: Peter von Navarra, Graf von Mortain
- 1373: Katharina von Lancaster, durch Heirat mit Heinrich III. Königin von Kastilien und León
- 1425: Bianca Maria Visconti, Herzogin von Mailand
- 1499: Giovanni Angelo Medici, Papst Pius IV.
- 1504: Angad Dev, Gründer-Guru des Sikhismus
- 1519: Heinrich II. von Frankreich, französischer König
- 1519: Johann Konrad Ulmer, evangelischer Theologe und vielseitig interessierter Gelehrter
- 1526: Benedikt der Mohr, italienischer katholischer Heiliger
- 1536: Ashikaga Yoshiteru, japanischer Shōgun
- 1571: Pietro Aldobrandini, Kardinal der Römischen Kirche und Erzbischof von Ravenna
- 1576: Luise Juliana von Oranien-Nassau, Kurfürstin von der Pfalz
- 1580: Bogislaw XIV., Herzog von Pommern-Wolgast

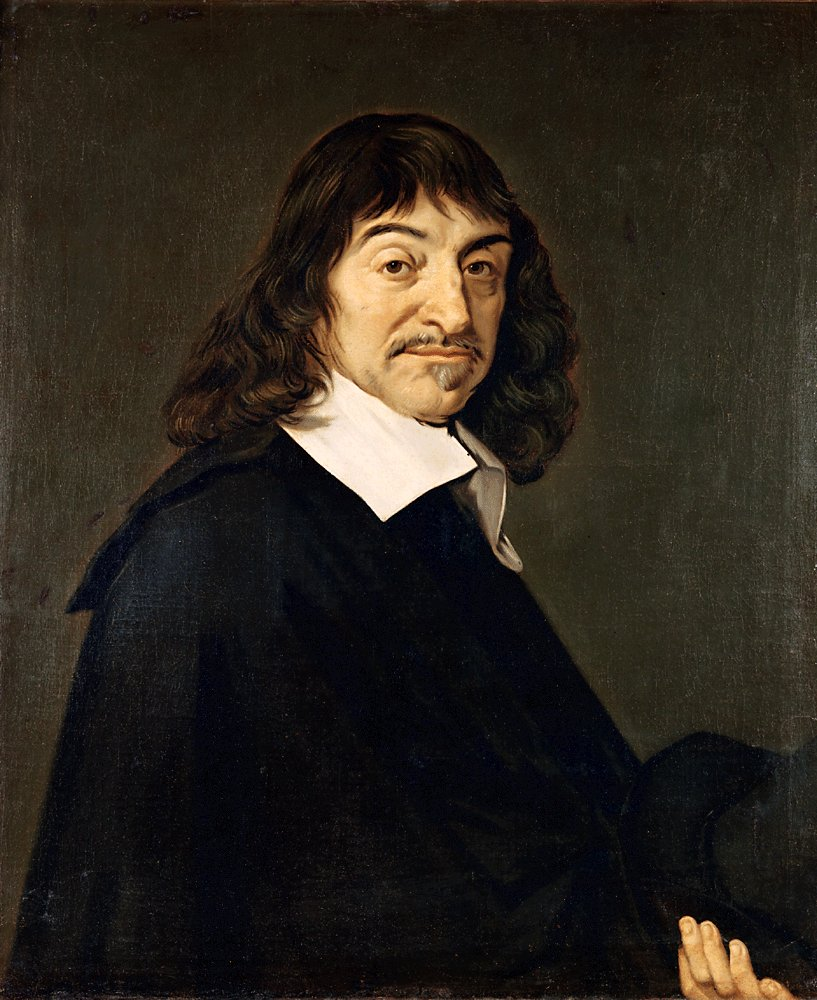
René Descartes (* 1596)

- 1596: René Descartes, französischer Philosoph, Mathematiker und Naturwissenschaftler
- 1621: Andrew Marvell, englischer Dichter
- 1623: Johannes Colberg, deutscher lutherischer Theologe
- 1626: Atto Melani, italienischer Kastratensänger, Spion, Diplomat und Schriftsteller
- 1635: Patrick Gordon, schottischer General in russischen Diensten
- 1651: Karl II., Kurfürst der Pfalz
- 1656: Juan Andrés de Ustariz de Vertizberea, spanischer Kaufmann und Gouverneur von Chile
- 1667: Hieronymus von Erlach, Schweizer General
- 1670: Louis Auguste I., Herzog von Maine, unehelicher Sohn Ludwigs XIV.
- 1675: Benedikt XIV., Papst
- 1684: Francesco Durante, italienischer Komponist
- 1685: Johann Sebastian Bach, deutscher Komponist, Orgel- und Klaviervirtuose des Barock
- 1691: Johann Georg Dominikus Grasmair, Tiroler Maler
- 1693: Elisabeth Albertine von Anhalt-Bernburg, Fürstin von Schwarzburg-Sondershausen
- 1699: Françoise-Louise de Warens, französische Adelige und Bezugsperson von Jean-Jacques Rousseau

### 18. Jahrhundert
- 1701: Friedrich Ludwig II. von Rochow, polnischer und sächsischer Kammerherr und Generalmajor, Kommandant der Festung Sonnenstein
- 1702: Barthélemy-Christophe Fagan, französischer Dramatiker
- 1706: Bernard Stuart, schottischer Benediktiner-Pater, Architekt, Mathematiker und Uhrmacher, Hofbaumeister in Salzburg
- 1707: Sophie Karoline von Brandenburg-Kulmbach, Fürstin von Ostfriesland
- 1708: Jean Chastel, französischer Gastwirt und Tagelöhner
- 1712: Anders Johan von Höpken, schwedischer Politiker, Mitbegründer der Königlich Schwedischen Akademie der Wissenschaften
- 1717: Jakob Friedrich von Bielfeld, deutscher Freimaurer und Schriftsteller
- 1717: Carl Friedrich Aichinger, deutscher Sprachwissenschaftler
- 1718: Maria Anna von Spanien, spanische Prinzessin, Königin von Portugal
- 1722: Jacob Reinbold Spielmann, französischer Apotheker, Mediziner und Chemiker
- 1723: Friedrich V., König von Dänemark und Norwegen
- 1728: Johann Gottfried Clemen, deutscher Plantagenbesitzer
- 1729: Johann Heinrich Roth, deutscher Baumeister
- 1730: Étienne Bézout, französischer Mathematiker
- 1730: Kaspar Faber, deutscher Unternehmer

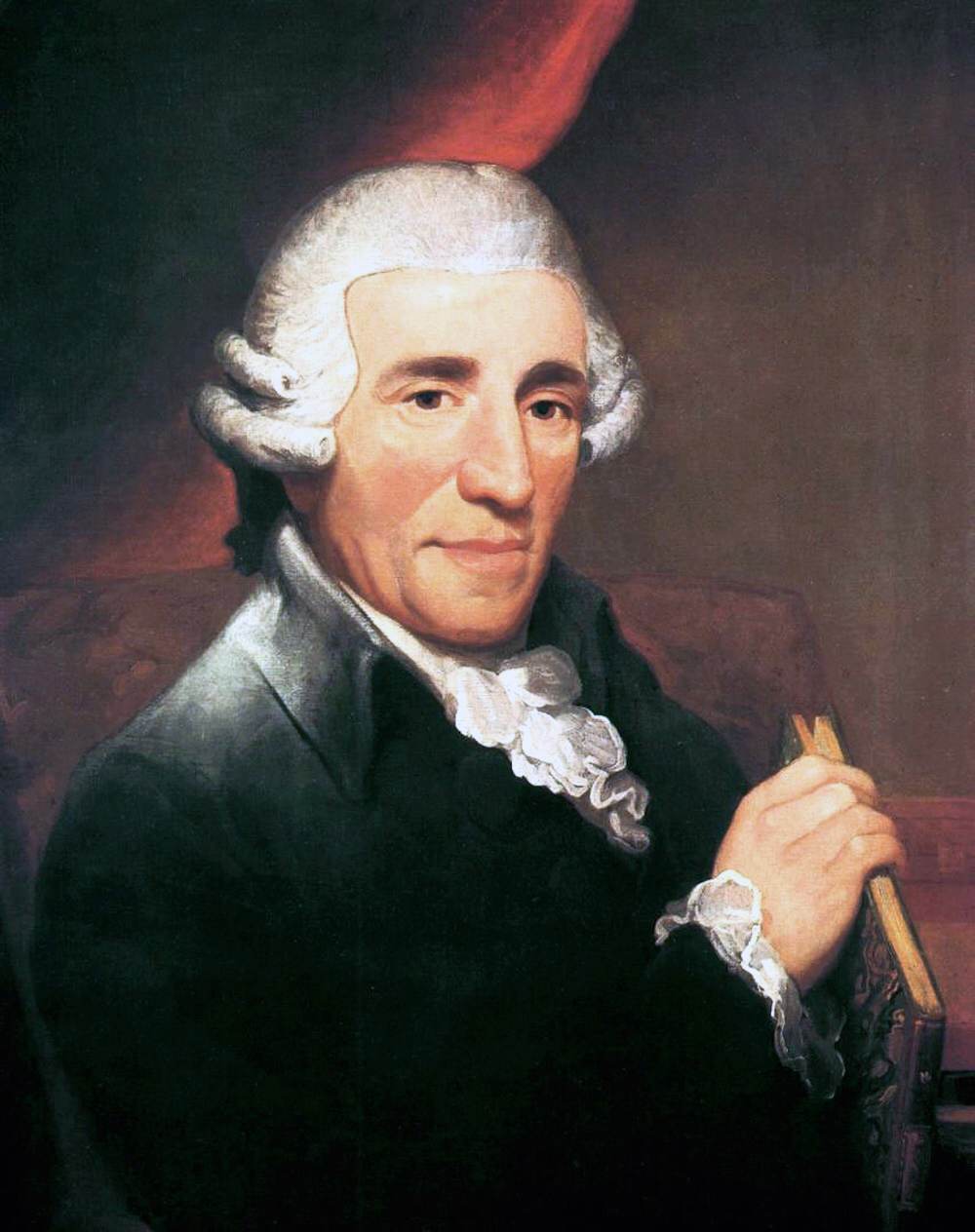
Joseph Haydn (* 1732)

- 1732: Joseph Haydn, österreichischer Komponist, führender Vertreter der Wiener Klassik
- 1734: Adélaïde-Louise-Pauline Hus, französische Schauspielerin der Comédie-Française und Kurtisane
- 1736: Franz von Paula Rosalino, österreichischer Theologe
- 1745: Marianne von der Leyen, deutsche Reichsgräfin, Regentin in Blieskastel
- 1747: Johann Abraham Peter Schulz, deutscher Musiker und Komponist
- 1753: Johann Martin Abele, deutscher Publizist und Historiker
- 1754: Karl Gottlob Hausius, deutscher Geistlicher und Schriftsteller
- 1756: Moritz Wilhelm von der Asseburg, preußischer Geheimer Kriegsrat und Bürgermeister
- 1766: Johann Gottfried Bornmann, deutscher Geistlicher und Heimatforscher
- 1767: Friedrich Wilhelm Hagen, deutscher Autor
- 1771: Karl Joachim, Fürst zu Fürstenberg
- 1772: Franz Ferdinand Fritz, Bischof von Hildesheim
- 1773: Cornelis Ekama, niederländischer Mathematiker, Physiker, Astronom und Theologe
- 1773: Abraham Bradley King, Ratsherr und Oberbürgermeister von Dublin
- 1774: Karl Gottfried Erdmann, deutscher Mediziner und Botaniker
- 1776: Joseph Küffner, deutscher Musiker und Komponist
- 1777: Louis Cordier, französischer Geologe, Petrograph und Mineraloge
- 1778: Hippolyte-Marie de Rosnyvinen, französischer General in der Kavallerie
- 1778: Coenraad Jacob Temminck, niederländischer Zoologe
- 1779: Georg Lankensperger, deutscher Wagenbauer, Erfinder der Achsschenkellenkung
- 1781: John W. Weeks, US-amerikanischer Politiker
- 1782: Louis-Hippolyte Lebas, französischer Architekt
- 1782: Samuel Prentiss, US-amerikanischer Jurist und Politiker
- 1786: Louis-Joseph Vicat, französischer Ingenieur
- 1787: Heinrich LXIV., Paragiatsherr von Reuß-Köstritz
- 1788: Rama III., König von Siam
- 1791: Eduard von Nostitz und Jänckendorf, deutscher Rittergutsbesitzer, Jurist und Politiker
- 1791: Christian Samuel Schier, deutscher Dichter und Privatgelehrter
- 1792: Johann Valentin Francke, deutscher Klassischer Philologe
- 1793: Friedrich Traugott Friedemann, nassauischer Archivdirektor und Landtagsabgeordneter
- 1794: Karl Friedrich Christian Hasselmann, deutscher Pfarrer und Politiker
- 1794: Wilhelm Friedrich Volger, deutscher Pädagoge
- 1795: Job Mann, US-amerikanischer Politiker
- 1796: Karl Howald, Schweizer konservativer Pfarrer und Chronist
- 1797: Franz Joseph Faller, badischer Unternehmer
- 1798: Michael Neher, deutscher Maler
- 1798: John Craven Westenra, britischer Politiker
- 1799: Ernst Friedrich Wüstemann, deutscher Altphilologe

### 19. Jahrhundert

#### 1801–1850
- 1805: Abel Burckhardt, Schweizer Pfarrer und Komponist
- 1808: James Pinckney Henderson, US-amerikanischer Jurist und Politiker, erster Gouverneur von Texas, Senator
- 1809: Otto Lindblad, schwedischer Komponist

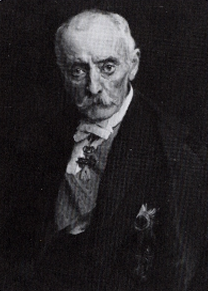
Chlodwig Fürst zu Hohenlohe-Schillingsfürst (* 1819)

- 1819: Chlodwig zu Hohenlohe-Schillingsfürst, deutscher Politiker, bayerischer und preußischer Ministerpräsident, MdR, Reichskanzler
- 1822: Dmitri Wassiljewitsch Grigorowitsch, russischer Schriftsteller
- 1822: Johann Friedrich Theodor Müller, deutscher Biologe
- 1823ː Mary Chesnut, US-amerikanische Autorin und Zeitzeugin des Amerikanischen Bürgerkrieges
- 1823: Ernest Doudart de Lagrée, französischer Forschungsreisender und Seemann
- 1833: Carl Scherres, deutscher Maler
- 1834: Liborius Hausner von Hauswehr, K.u.k. Feldmarschallleutnant
- 1835: Rudolf Arndt, deutscher Psychiater und Hochschullehrer
- 1840: Benjamin Baker, britischer Bauingenieur
- 1843: Bernhard Förster, deutscher Gymnasiallehrer und Agitator, Gründer einer Auswandererkolonie in Paraguay

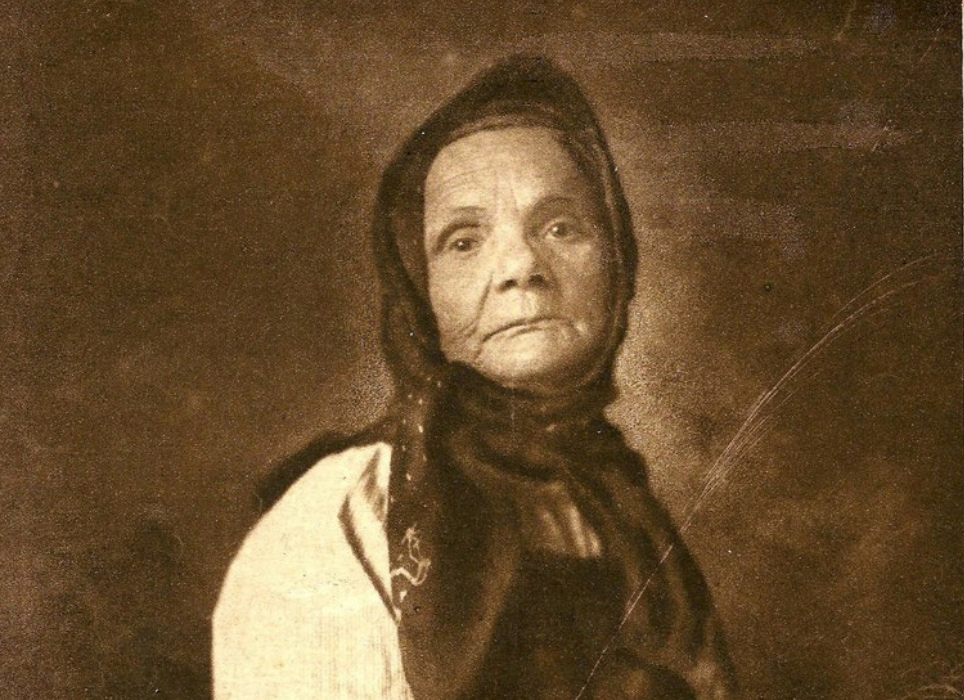
Marija Dmitrijewna Kriwopolenowa (* 1843)

- 1843ː Marija Dmitrijewna Kriwopolenowa, russische bzw. sowjetische Erzählerin und Sängerin
- 1844: Andrew Lang, britischer Schriftsteller
- 1847: Hermann Volz, deutscher Bildhauer
- 1848: William Waldorf Astor, 1. Viscount Astor, US-amerikanisch-britischer Finanzier, Politiker, Diplomat und Adliger
- 1848: Diederik Johannes Korteweg, niederländischer Mathematiker
- 1849: Ernst Assmann, deutscher Mediziner und Klassischer Archäologe
- 1850ː Natalie von Milde, deutsche Schriftstellerin und Frauenrechtlerin

#### 1851–1900
- 1851: Karoline von Arnim, deutsche Schriftstellerin
- 1853: Otto Nikolaus Witt, russischer Chemiker
- 1856: Alexander Iwanowitsch Wwedenski, russischer Philosoph und Psychologe
- 1856: José Benjamin Zubiaur, argentinischer Pädagoge

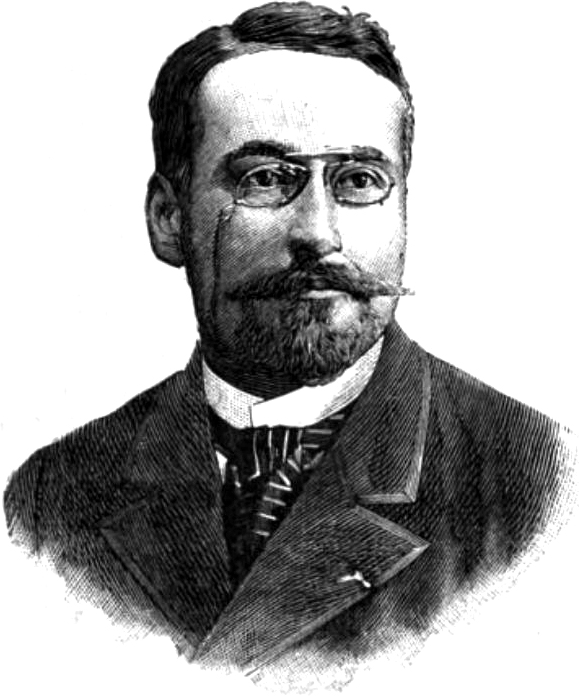
Édouard Rod (* 1857)

- 1857: Édouard Rod, Schweizer Autor
- 1857: Bailey Willis, US-amerikanischer Geologe
- 1861: Cabbar Qaryağdıoğlu, aserbaidschanischer Mughamsänger
- 1865: Anandi Gopal Joshi, indische Ärztin
- 1865: Helene Raff, deutsche Malerin, Schriftstellerin und Sagensammlerin
- 1867: Elmer Ivan Applegate, US-amerikanischer Botaniker
- 1868: Karl Bonhoeffer, deutscher Psychiater
- 1870: James M. Cox, US-amerikanischer Politiker, Mitglied des Repräsentantenhauses, Gouverneur von Ohio, Präsidentschaftskandidat
- 1870: George Holt Thomas, britischer Verleger und Luftfahrtpionier
- 1872: Sergei Pawlowitsch Djagilew, russischer Herausgeber, Kunstkritiker und Kurator
- 1872: Arthur Griffith, irischer Politiker, Minister, Gründer der Partei Sinn Féin

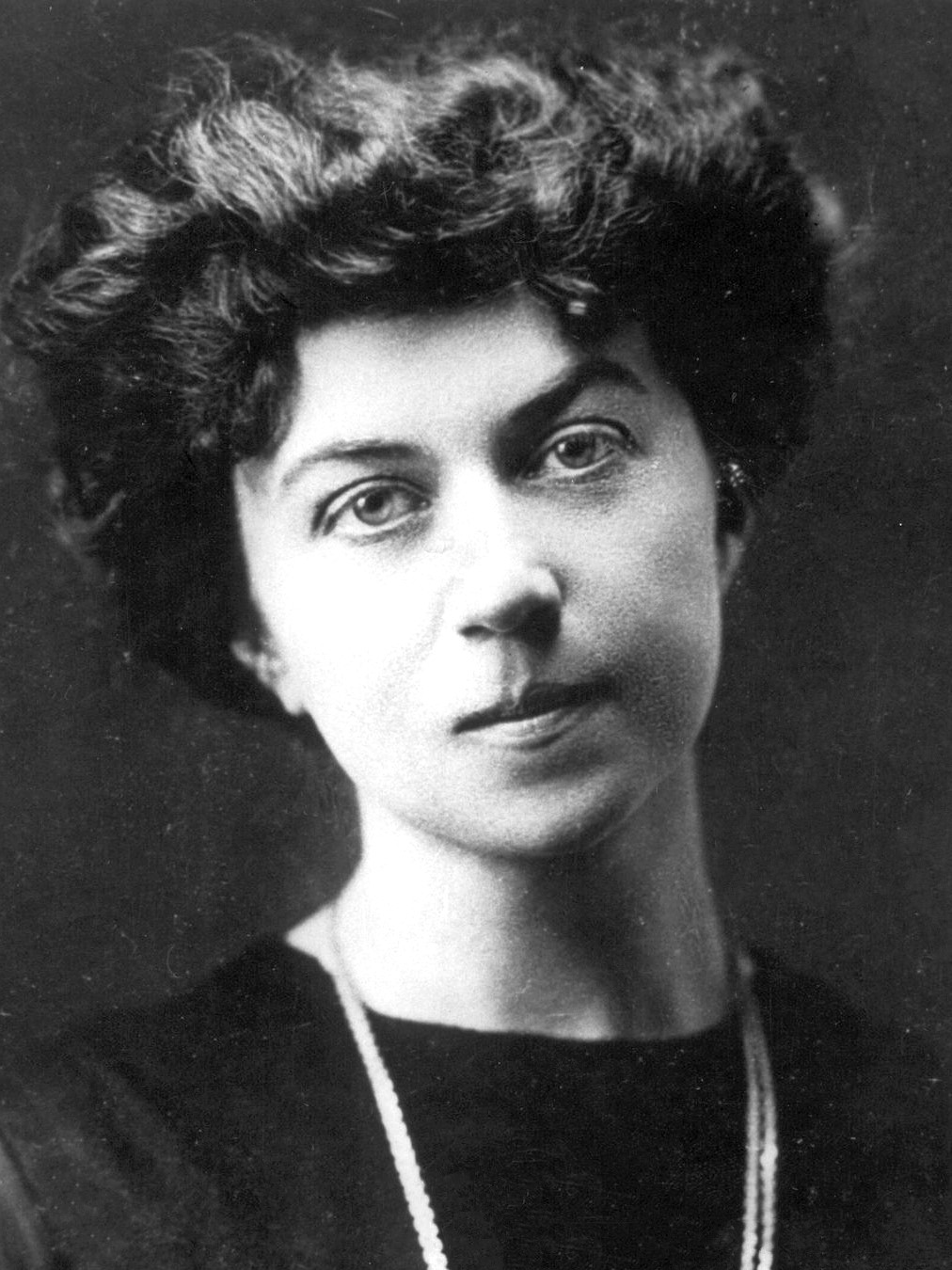
Alexandra Kollontai (* 1872)

- 1872: Alexandra Michailowna Kollontai, russische Revolutionärin, Diplomatin und Schriftstellerin
- 1873: William D. Denney, US-amerikanischer Politiker, Gouverneur von Delaware
- 1873: Paul Lensch, deutscher Politiker und Professor, MdR
- 1874: Andrés Gaos, spanischer Komponist, Violinist und Musikpädagoge

Henri Marteau (* 1874)

- 1874: Henri Marteau, deutsch-französischer Violinist und Komponist
- 1875: Adolf von Arnim, deutscher Sportfunktionär
- 1875: Ludwig Kießling, deutscher Pflanzenbauwissenschaftler und Pflanzenzüchter
- 1875: Hans Osten, deutscher Kaufmann und Astronom
- 1876: Astrid Ahnfelt, schwedische Schriftstellerin
- 1876: Otto Nußbaumer, österreichischer Physiker und Rundfunkpionier
- 1876: Borisav Stanković, serbischer Schriftsteller
- 1877ː Toni Schwabe, deutsche Schriftstellerin, Menschenrechtsaktivistin
- 1878: Jack Johnson, US-amerikanischer Boxer, Weltmeister
- 1878: August Winnig, deutscher Gewerkschafter und Schriftsteller
- 1879: John Hart, kanadischer Unternehmer und Politiker, Premierminister von British Columbia
- 1880: Paul Gleeson, US-amerikanischer Tennisspieler
- 1880: Charles Mochet, französischer Konstrukteur
- 1881: Otto Stolz, österreichischer Historiker und Volkskundler
- 1882: Artur Schweriner, deutscher Schriftsteller und Journalist
- 1882: Kornei Iwanowitsch Tschukowski, russischer Dichter
- 1885: Karl von Fischer-Treuenfeld, deutscher General der SS und Waffen-SS
- 1885: Jules Pascin, französischer Maler
- 1886: Tadeusz Kotarbiński, polnischer Philosoph
- 1887: Willi Knesebeck, deutscher Fußballspieler
- 1887: Waldus Nestler, deutscher Reformpädagoge
- 1889: Erich Albrecht, deutscher Fußballspieler
- 1889: Otto Friedländer, österreichischer Schriftsteller und Pazifist
- 1889: Adolf Jäger, deutscher Fußballspieler
- 1889ː Mirjam Michaelis, deutsche Ordensschwester, NS-Opfer, Märtyrin
- 1889: Muriel Hazel Wright, US-amerikanische Historikerin
- 1890: Benjamin Willard Adams, US-amerikanischer Leichtathlet, Olympiamedaillengewinner

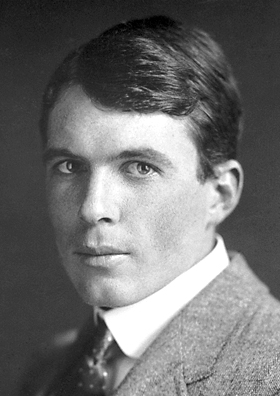
William Lawrence Bragg (* 1890)

- 1890: William Lawrence Bragg, britischer Physiker, Nobelpreisträger
- 1891: Oszkár Asbóth, ungarischer Ingenieur und Luftfahrtpionier
- 1892: Stanisław Maczek, polnischer General
- 1892: Wilhelm Weiß, deutscher Journalist und NS-Funktionär, Chefredakteur des Völkischen Beobachters
- 1893: Clemens Krauss, österreichischer Dirigent
- 1893: Samuel Münchow, dänisch-deutscher Politiker, MdL
- 1893: Else Weber, deutsche Malerin
- 1895: Otto Griebel, deutscher Maler
- 1895: John Jay McCloy, US-amerikanischer Jurist, Politiker und Bankier, Präsident der Weltbank, Hoher Kommissar in Deutschland
- 1896: Franz Krippner, österreichischer Kaufmann und Politiker, Nationalrat
- 1896: Wilhelm Reichert, deutscher Ruderer
- 1897: Fred Forbát, ungarisch-deutscher Architekt, Stadtplaner, Hochschullehrer und Maler
- 1898: Kurt Angermann, deutscher Verwaltungsjurist, Regierungspräsident in Königsberg
- 1899: Richard Schmid, deutscher Jurist und Politiker, Widerstandskämpfer gegen den Nationalsozialismus, Präsident des Oberlandesgerichts Stuttgart
- 1899: Franz Völker, deutscher Opernsänger (Tenor)
- 1900: Bernhard Bauknecht, deutscher Politiker, MdL, MdB
- 1900: Heinrich Schlier, deutscher evangelisch-lutherischer und katholischer Theologe
- 1900: Henry, 1. Duke of Gloucester, britischer Prinz, Generalgouverneur von Australien

### 20. Jahrhundert

#### 1901–1925
- 1901: Josef Goubeau, deutscher Chemiker
- 1901: Otto Kellerhals, Schweizer Staatsbeamter
- 1901: Ludwig Kusche, Solopianist, Dirigent und Mitgestalter von Hörfunksendungen
- 1902: Bill Hoffman, US-amerikanischer American-Football-Spieler
- 1902: André Lanskoy, russisch-französischer Maler
- 1903: Ernst Arnold, deutscher Politiker
- 1904: Harry Buckwitz, deutscher Regisseur
- 1904: Sam Zimbalist, US-amerikanischer Filmproduzent
- 1905: Big Maceo Merriweather, US-amerikanischer Blues-Musiker
- 1905: Robert Stevenson, britisch-US-amerikanischer Filmregisseur, Drehbuchautor und Filmproduzent
- 1906: Vinzenz Erath, deutscher Erzähler
- 1906: Marianne Frostig, österreichische Sozialarbeiterin, Lehrerin und Psychologin

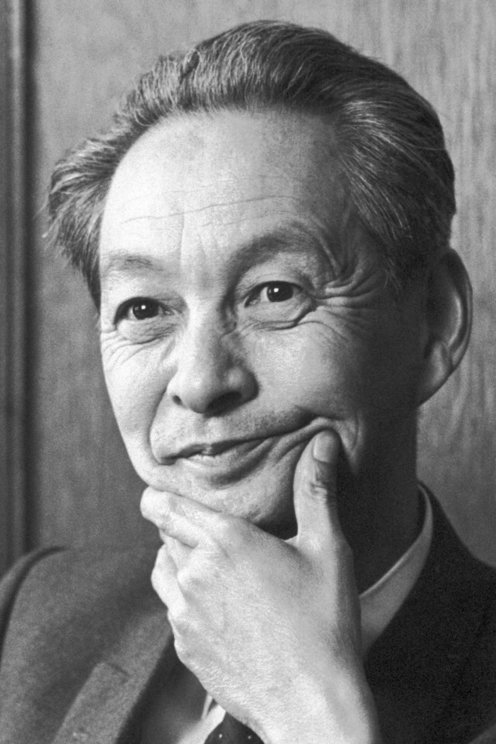
Shin’ichirō Tomonaga (* 1906)

- 1906: Shin’ichirō Tomonaga , japanischer Physiker, Nobelpreisträger
- 1906: Bernhard Welte, deutscher Theologe und Philosoph
- 1907: Hilde Lotz-Bauer, deutsche Fotografin und Kunsthistorikerin
- 1907: Karl Schmid, Schweizer Literaturhistoriker
- 1908: Franz Dusika, österreichischer Radrennfahrer
- 1908: Paul Foucret, französischer Autorennfahrer
- 1908: Red Norvo, US-amerikanischer Jazz-Vibraphonist
- 1909: Johann Tauscher, österreichischer Feldhandballspieler
- 1910: Walther Ahrens, deutscher Mikrobiologe und Hygieniker
- 1910: Hans Nüsslein, deutscher Tennisspieler
- 1911: Elisabeth Grümmer, deutsche Sängerin
- 1911: Robert Hamer, britischer Regisseur und Drehbuchautor
- 1912: Hermann Höcherl, deutscher Politiker
- 1913: Nils Erik Åkerlindh, schwedischer Ringer
- 1913: Etta Baker, US-amerikanische Blues-Sängerin und Gitarristin
- 1914: Emil Kemmer, deutscher Politiker

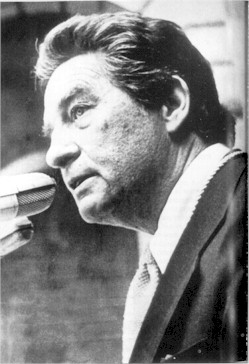
Octavio Paz (* 1914)

- 1914: Octavio Paz, mexikanischer Schriftsteller und Diplomat, Nobelpreisträger
- 1915: Monika von Boch, deutsche Fotografin
- 1915: Max Riccabona, österreichischer Schriftsteller
- 1917: Dorothy DeLay, US-amerikanische Violinistin und Violinpädagogin
- 1917: Karl Schweri, Schweizer Unternehmer
- 1918: Jean-Jacques Siegrist, Schweizer Historiker
- 1920: Rolf Boysen, deutscher Schauspieler
- 1920: Hubert Bradel, deutscher Hornist
- 1920: Yvette Z’Graggen, Schweizer Schriftstellerin
- 1921: Lowell Fulson, US-amerikanischer Blues-Gitarrist und -Sänger
- 1922: Walt Stickel, US-amerikanischer American-Football-Spieler
- 1923: Don Barksdale, US-amerikanischer Basketballspieler
- 1923: Shoshana Damari, israelische Sängerin
- 1924: Charles Guggenheim, US-amerikanischer Filmregisseur, -produzent und Drehbuchautor
- 1924: Anna Krommer, deutschsprachige Schriftstellerin
- 1924: Kathleen O’Malley, US-amerikanische Schauspielerin
- 1925: Andrea Bianchi, italienischer Regisseur, Drehbuchautor und Filmeditor
- 1925: Fritz Cron, deutscher Motorradrennfahrer
- 1925: Bernhard Heisig, deutscher Maler (Leipziger Schule), wichtiger Repräsentant der DDR-Kunst

#### 1926–1950
- 1926: Caspar Diethelm, Schweizer Komponist und Dirigent
- 1926: John Fowles, britischer Romanautor

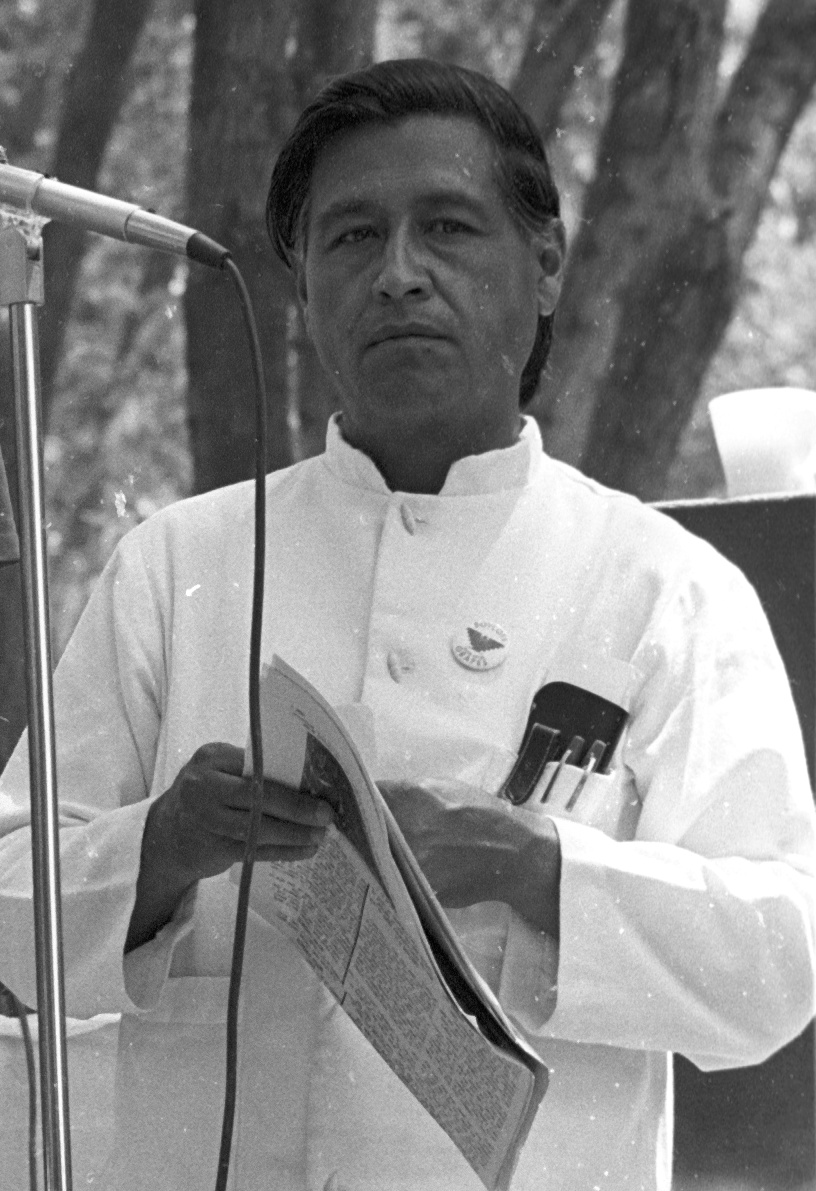
César Chávez (* 1927)

- 1927: César Chávez, US-amerikanischer Gewerkschafter
- 1927: Knut Frydenlund, norwegischer Diplomat und Politiker
- 1927: Wladimir Sergejewitsch Iljuschin, sowjetischer Pilot
- 1927: Erich Kirste, deutscher Physiker
- 1927: Alberto Labarthe, chilenischer Leichtathlet
- 1927: Eduardo Martínez Somalo, spanischer Kardinal
- 1927: Ludwig Polsterer, österreichischer Zeitungsherausgeber
- 1928: Lefty Frizzell, US-amerikanischer Country-Sänger
- 1928: Gordie Howe, kanadischer Eishockeyspieler
- 1928: Karl Haehser, deutscher Politiker
- 1929: Joachim Bumke, deutscher Altgermanist
- 1929: Alexander Gray, kanadischer Sänger und Musikpädagoge
- 1929: Helmut Rothemund, deutscher Politiker
- 1929: Kazuko Saegusa, japanische Schriftstellerin, Essayistin und Literaturkritikerin
- 1929: Alfred Schlosser, österreichischer Bildhauer
- 1930: Julián Herranz, spanischer Kardinal
- 1930: Luis Pavón, kubanischer Politiker, Journalist und Schriftsteller
- 1930: Gunnar Pétursson, isländischer Skilangläufer
- 1931: Miller Barber, US-amerikanischer Profigolfer

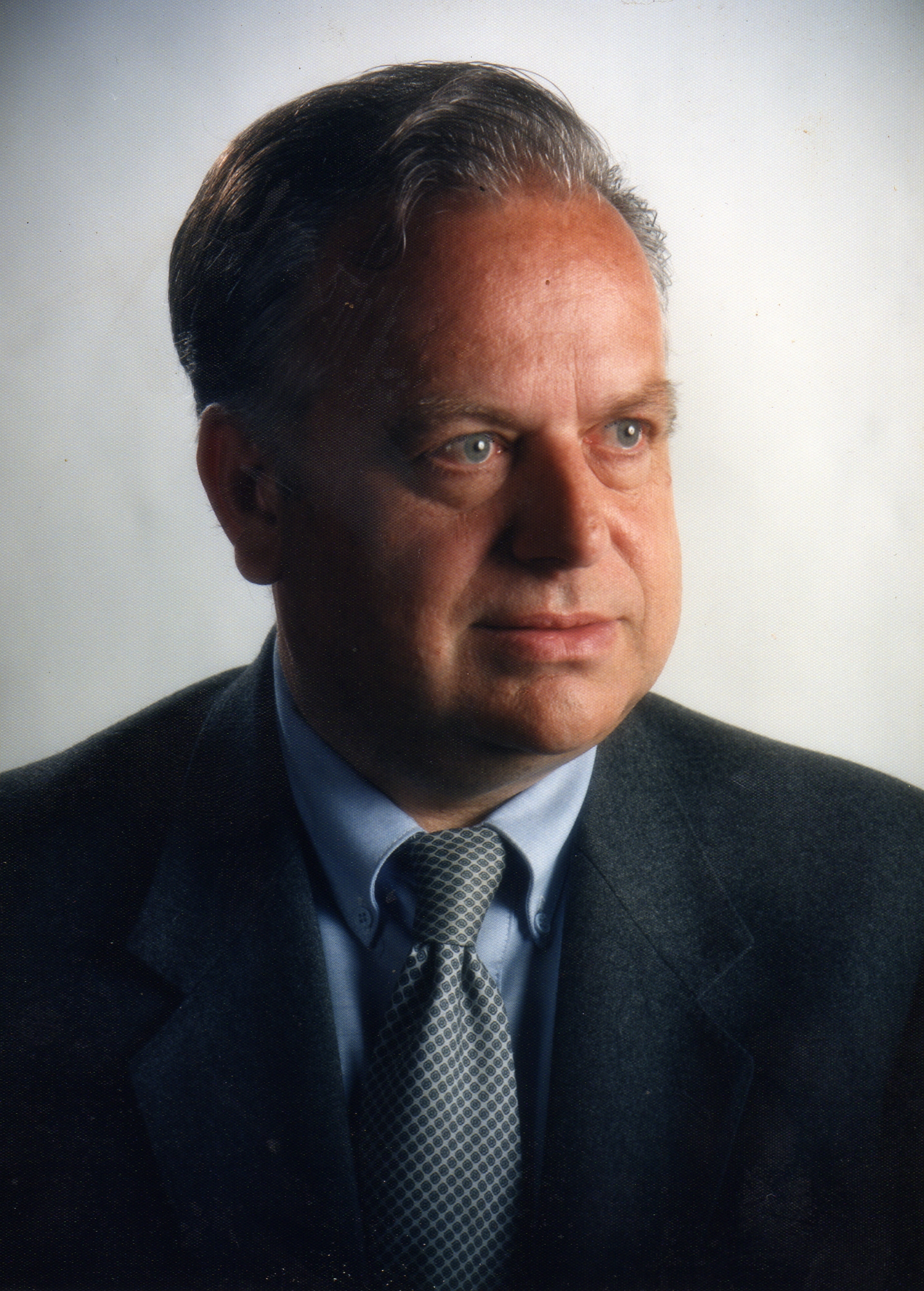
Hans-Joachim Arnold (* 1932)

- 1932: Hans-Joachim Arnold, deutscher Mathematiker und Hochschullehrer
- 1932: Nagisa Ōshima, japanischer Regisseur
- 1932: Humberto Selvetti, argentinischer Gewichtheber
- 1932: Wolfgang Würfel, deutscher Grafiker, Illustrator und Maler
- 1933: Anita Carter, US-amerikanische Country- und Folk-Sängerin
- 1933: Gerhard Ruhbach, deutscher Theologe und Kirchengeschichtler
- 1934: Richard Chamberlain, US-amerikanischer Schauspieler
- 1934: Shirley Jones, US-amerikanische Schauspielerin
- 1934: Heinz Kautzleben, deutscher Wissenschaftler und Geophysiker
- 1934: John D. Loudermilk, US-amerikanischer Country-Sänger und Songschreiber
- 1934: Carlo Rubbia, italienischer Physiker
- 1935: Herb Alpert, US-amerikanischer Musiker

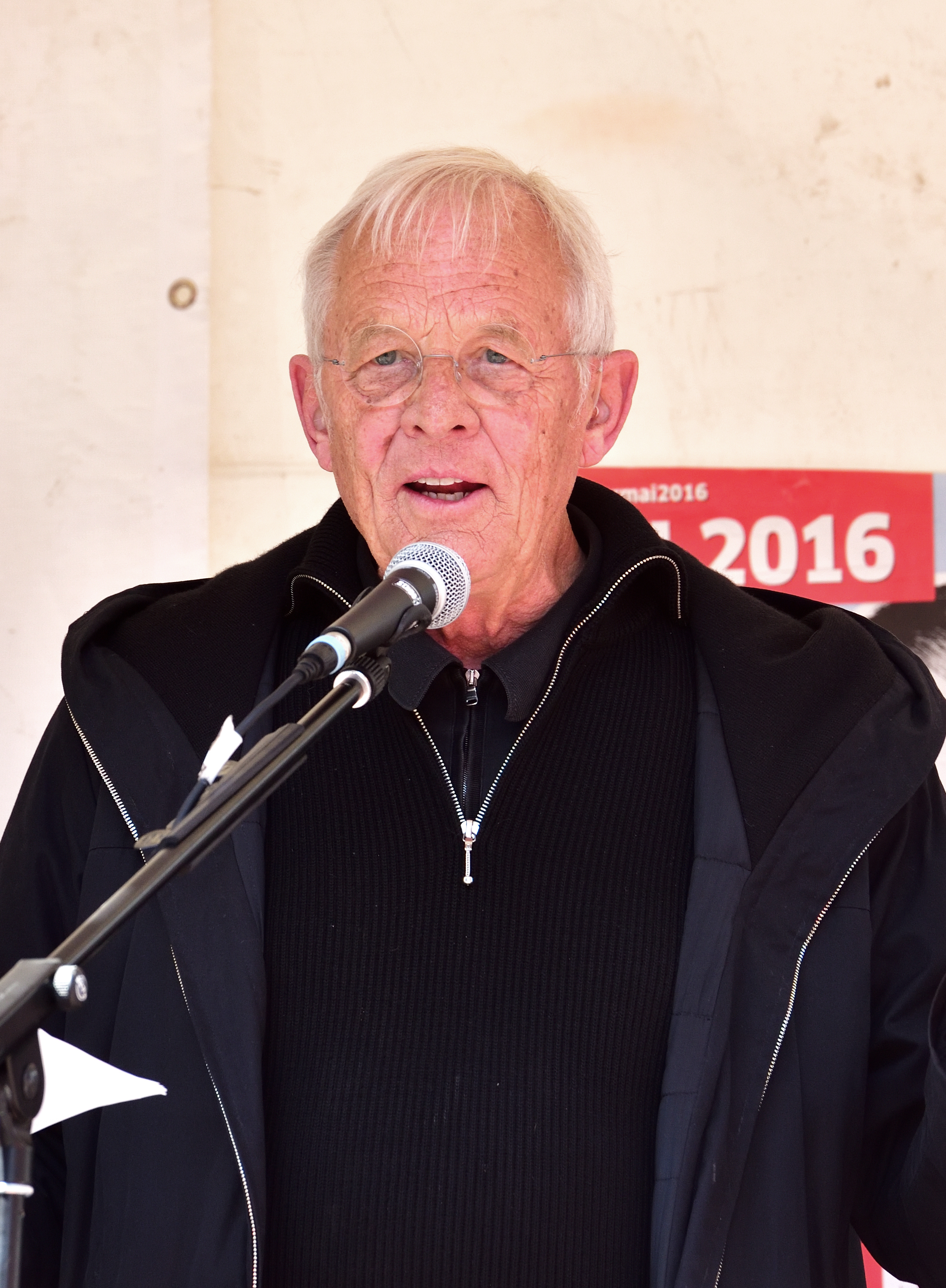
Rolf Becker (* 1935)

- 1935: Rolf Becker, deutscher Schauspieler
- 1935: Adolf Dresen, deutscher Regisseur
- 1935: Heinrich Fink, deutscher Theologe, Universitätsprofessor und Politiker
- 1936: Marge Piercy, US-amerikanische Schriftstellerin
- 1936: Aung Thwin, myanmarischer Bildhauer
- 1937: Claude Allègre, französischer Politiker
- 1937: Willem Duyn, niederländischer Rocksänger
- 1937: Sid Ahmed Ghozali, algerischer Politiker
- 1937: Hartmut Lange, deutscher Schriftsteller
- 1937: Herbert Ninaus, österreichisch-australischer Fußballspieler und -trainer
- 1937: Jimmy Vass, US-amerikanischer Jazzsaxophonist und -flötist
- 1938: Antje Gleichfeld, deutsche Leichtathletin
- 1938: Jimmy Johnson, US-amerikanischer American-Football-Spieler
- 1938: Dietmar Schlee, deutscher Politiker
- 1939: Mary B. Anderson, US-amerikanische Ökonomin
- 1939: Manfred Dammeyer, deutscher Politiker

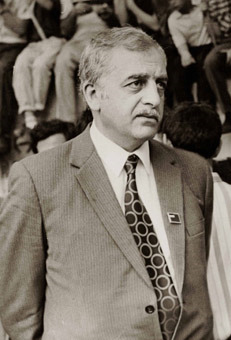
Swiad Gamsachurdia (* 1939)

- 1939: Swiad Gamsachurdia, georgischer Dissident und Staatspräsident
- 1939: Wolfgang Pucher, österreichischer Geistlicher und Gründer der Vinziwerke
- 1939: Volker Schlöndorff, deutscher Filmemacher und Regisseur
- 1939: Karl-Heinz Schnellinger, deutscher Fußballspieler
- 1939: Hiltigund Schreiber, österreichische Kunsthistorikerin
- 1940: Brian Ackland-Snow, britischer Artdirector und Szenenbildner
- 1940: Erwin Marschewski, deutscher Politiker, MdB
- 1940: Timm Ulrichs, deutscher Künstler
- 1941: Mirla Castellanos, venezolanische Sängerin
- 1941: Wilfried Jentzsch, deutscher Komponist
- 1941: Wera Wassiljewna Korsakowa, sowjetische Leichtathletin
- 1941: Heinz Putzhammer, deutscher Lehrer und Gewerkschafter, Mitglied des Nationalen Ethikrats
- 1941: Alfred Paul Schmidt, österreichischer Schriftsteller
- 1942: Anne Poirier, französische Künstlerin
- 1943: Roy Andersson, schwedischer Regisseur und Drehbuchautor
- 1943: Sharon Hampson, kanadische Schauspielerin und Sängerin
- 1943: Christopher Walken, US-amerikanischer Schauspieler
- 1944: Angus King, US-amerikanischer Politiker
- 1944: Till Meyer, deutscher Terrorist und MfS-Agent
- 1944: Mick Ralphs, britischer Gitarrist
- 1945: Edwin Catmull, US-amerikanischer Informatiker und Computergrafiker
- 1946: Jörg Schild, Schweizer Politiker, Präsident der Swiss Olympic Association
- 1946: Klaus Wolfermann, deutscher Leichtathlet, Olympiasieger
- 1947: Alberto Anrango, ecuadorianischer Kichwa-Lehrer und Politiker
- 1947: Kristian Blak, färöischer Pianist und Komponist
- 1947: César Gaviria, kolumbianischer Staatspräsident
- 1947: Kjell Mørk Karlsen, norwegischer Komponist und Kirchenmusiker
- 1947: Luigi Padovese, italienischer Bischof, Apostolischer Vikar von Anatolien
- 1948: Gary Doer, kanadischer Politiker

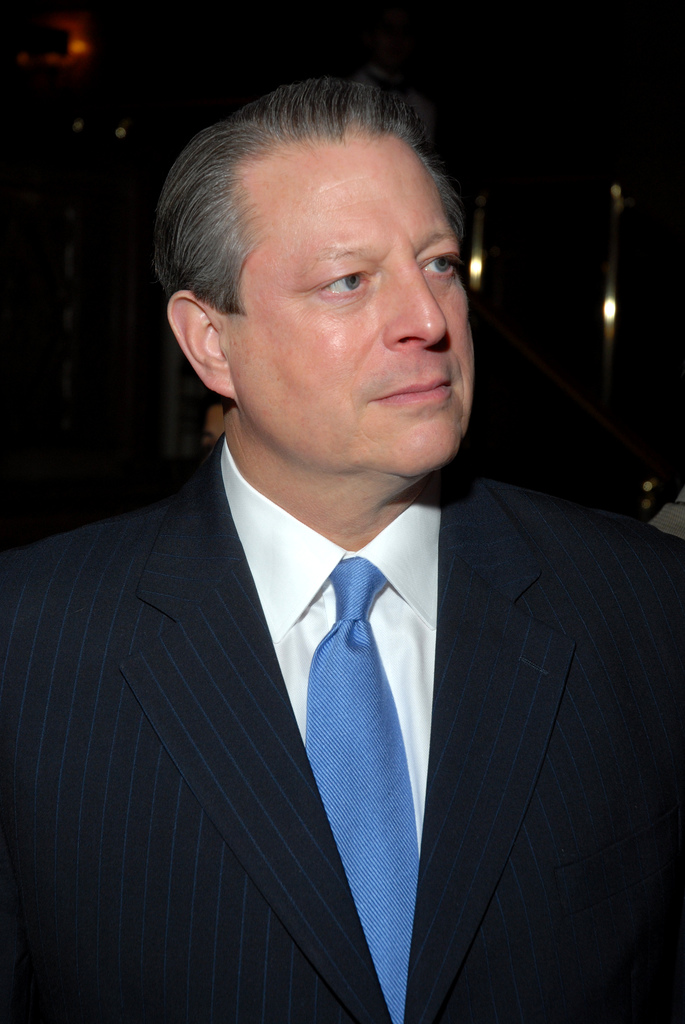
Al Gore (* 1948)

- 1948: Al Gore, US-amerikanischer Politiker, Vizepräsident, Unternehmer und Umweltschützer, Friedensnobelpreisträger
- 1948: Thijs van Leer, niederländischer Musiker und Sänger
- 1948: Rhea Perlman, US-amerikanische Schauspielerin
- 1948: Enrique Vila-Matas, katalanischer Schriftsteller
- 1949: Reinhold Mathes, deutscher Fußballspieler
- 1950: András Adorján, ungarischer Schachspieler

#### 1951–1975
- 1951: Firdausi Qadri, bangladeschische Immunologin und Impfstoffforscherin
- 1951: Henry Spinetti, britischer Schlagzeuger und Session-Musiker
- 1952: Bruce Bechtold, deutscher Katamaransegler
- 1952: Horst Bredemeier, deutscher Handballtrainer und -funktionär
- 1952: Vanessa del Rio, US-amerikanisches Model, Pornodarstellerin und Unternehmerin
- 1952ː Mary Sey, gambische Richterin
- 1952: Paul-Heinz Wellmann, deutscher Leichtathlet, Olympiamedaillengewinner
- 1953: Maria Moșneagu, rumänische Ruderin
- 1954: Marion Seib, deutsche Politikerin
- 1954: Wolfgang Zenkner, deutscher Karambolagespieler
- 1955: Tibor Bodnár, ungarischer Sportschütze
- 1955: Svetozar Marović, Staatspräsident von Serbien und Montenegro
- 1955: Adelheid Schulz, deutsches RAF-Mitglied
- 1955: Angus Young, britischer Musiker
- 1956: Claus Fabian, deutscher Musikproduzent, Schlagzeuger und Sänger
- 1956: Wolfgang Nadvornik, österreichischer Wirtschaftswissenschaftler und Universitätsprofessor
- 1957: Alan Duncan, britischer Politiker
- 1957: Patrick G. Forrester, US-amerikanischer Astronaut
- 1957: Tom Vogt, deutscher Synchronsprecher und Filmschauspieler
- 1958: Walter Ameling, deutscher Althistoriker

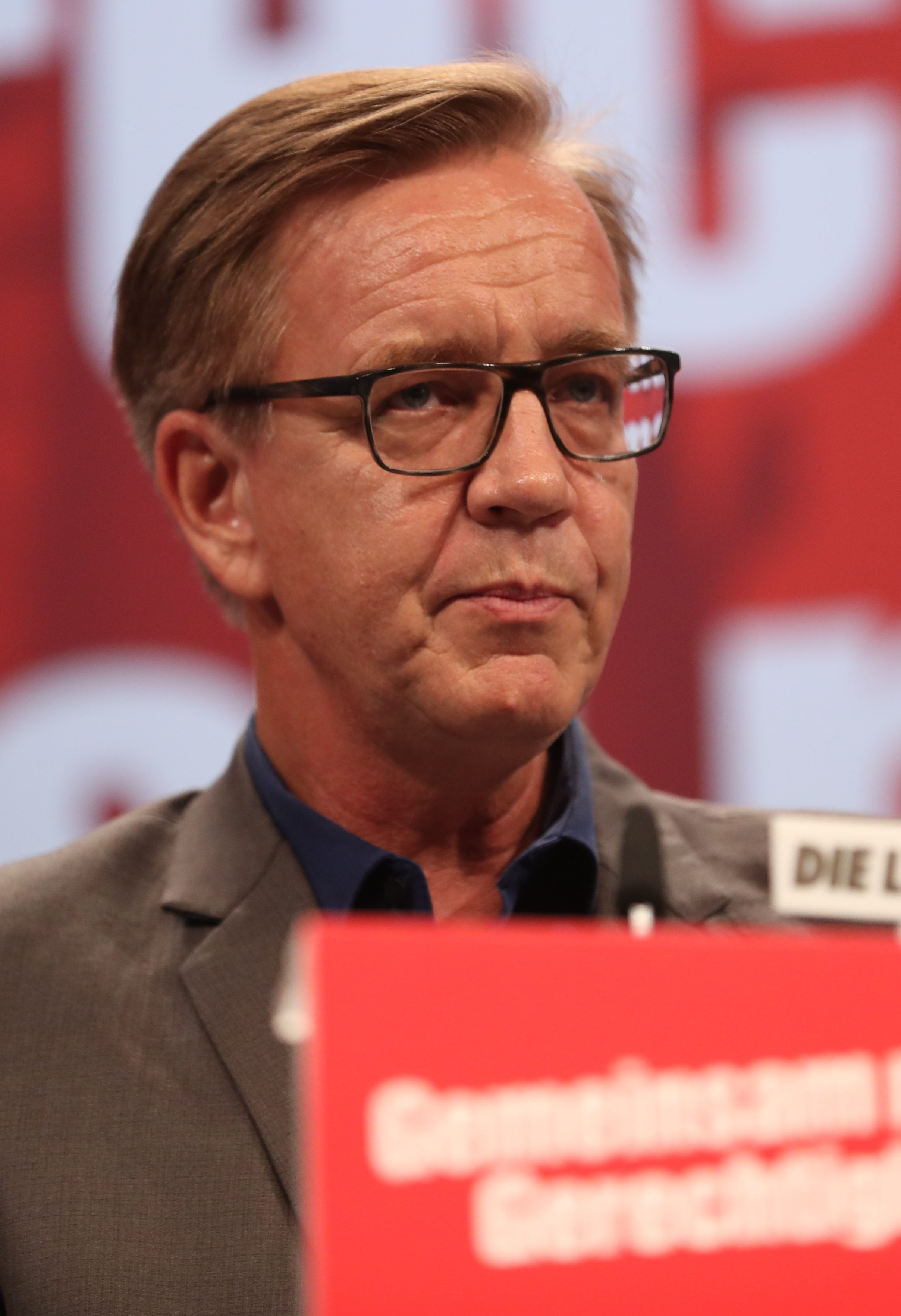
Dietmar Bartsch (* 1958)

- 1958: Dietmar Bartsch, deutscher Politiker
- 1958: Sylvester Groth, deutscher Schauspieler
- 1959: Thierry Claveyrolat, französischer Radrennfahrer
- 1959: Markus Hediger, Schweizer Schriftsteller und Übersetzer
- 1960: Sándor Balogh, ungarisch-deutscher Handballspieler und -trainer
- 1960: Popa Chubby, US-amerikanischer Bluesmusiker
- 1961: Jessica Kosmalla, deutsche Schauspielerin
- 1962: Skylet Andrew, englischer Tischtennisspieler
- 1962: Konstantia Gourzi, griechische Komponistin und Dirigentin
- 1962: Olli Rehn, finnischer Politiker
- 1963: Hugo Dietsche, Schweizer Ringer
- 1963: Laurent Daniels, deutscher Schauspieler
- 1963: Paul Mercurio, australischer Filmschauspieler und Balletttänzer
- 1964: Constanze Angermann, deutsche Journalistin und Fernsehmoderatorin
- 1964: Ernst Christl, deutscher Radrennfahrer
- 1964: Isabella Ferrari, italienische Schauspielerin
- 1964: Martina Kempf, deutsche Juristin, Lebensrechtlerin und Politikerin
- 1964: Max Lunga, simbabwischer Fußballspieler und -trainer
- 1964: Jean-Claude Perez, französischer Politiker
- 1964: Laurent Pillon, französischer Radrennfahrer
- 1964: Kerstin Schipper, deutsche Juristin und Vorsitzende Richterin am Bundesverwaltungsgericht
- 1964: Patrick Steadman, US-amerikanischer Politiker
- 1964: Andreas Steiner, österreichischer Leichtathlet
- 1964: Oleksandr Turtschynow, ukrainischer Politiker
- 1964: Jürgen Wegmann, deutscher Fußballspieler
- 1965: Tom Barrasso, US-amerikanischer Eishockeyspieler
- 1966: Roger Black, britischer Leichtathlet
- 1966: Edith Thys, US-amerikanische Skirennläuferin
- 1967: Robert Schirle, britischer Autorennfahrer und Rennstallbesitzer
- 1968: Wilfried Eisenberg, deutscher Manager
- 1968: Christian Liebig, deutscher Journalist
- 1968: Yvonne Ritter-Elkuch, liechtensteinische Radsportlerin
- 1969: Frédéric Chassot, Schweizer Fußballspieler
- 1969: Attik Kargar, deutscher Cartoonist und Autor
- 1969: Annika Ljungberg, schwedische Sängerin (Rednex)
- 1969: Francesco Moriero, italienischer Fußballspieler und -trainer
- 1971: Martin Atkinson, englischer Fußballschiedsrichter
- 1971: Pawel Wladimirowitsch Bure, russischer Eishockeyspieler und -Teammanager
- 1971: Dieter Fischer, deutscher Schauspieler
- 1971: Klaus Härö, finnischer Filmregisseur

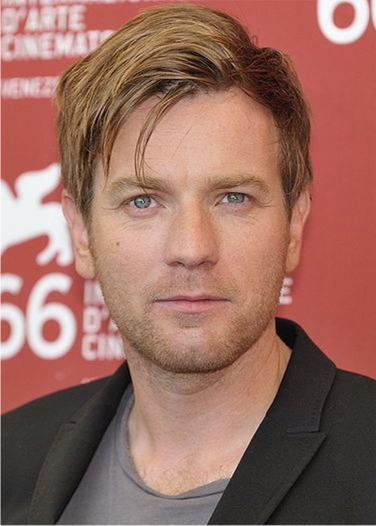
Ewan McGregor (* 1971)

- 1971: Ewan McGregor, britischer Schauspieler
- 1972: Alejandro Amenábar, chilenisch-spanischer Filmregisseur, Drehbuchautor und Komponist
- 1973: Kristján Guy Burgess, isländischer Politikwissenschaftler, Politiker, Journalist und Geschäftsführer
- 1973: Stephanie Gamp, deutsche Juristin
- 1974: Benjamin Eicher, deutscher Regisseur
- 1974: Karen Heinrichs, deutsche Fernseh- und Hörfunkmoderatorin
- 1974: Stefan Olsdal, britischer Musiker
- 1975: Toni Gardemeister, finnischer Rallye-Fahrer
- 1975: Alexander Waske, deutscher Tennisspieler
- 1975: Bettina Zimmermann, deutsche Schauspielerin

#### 1976–2000

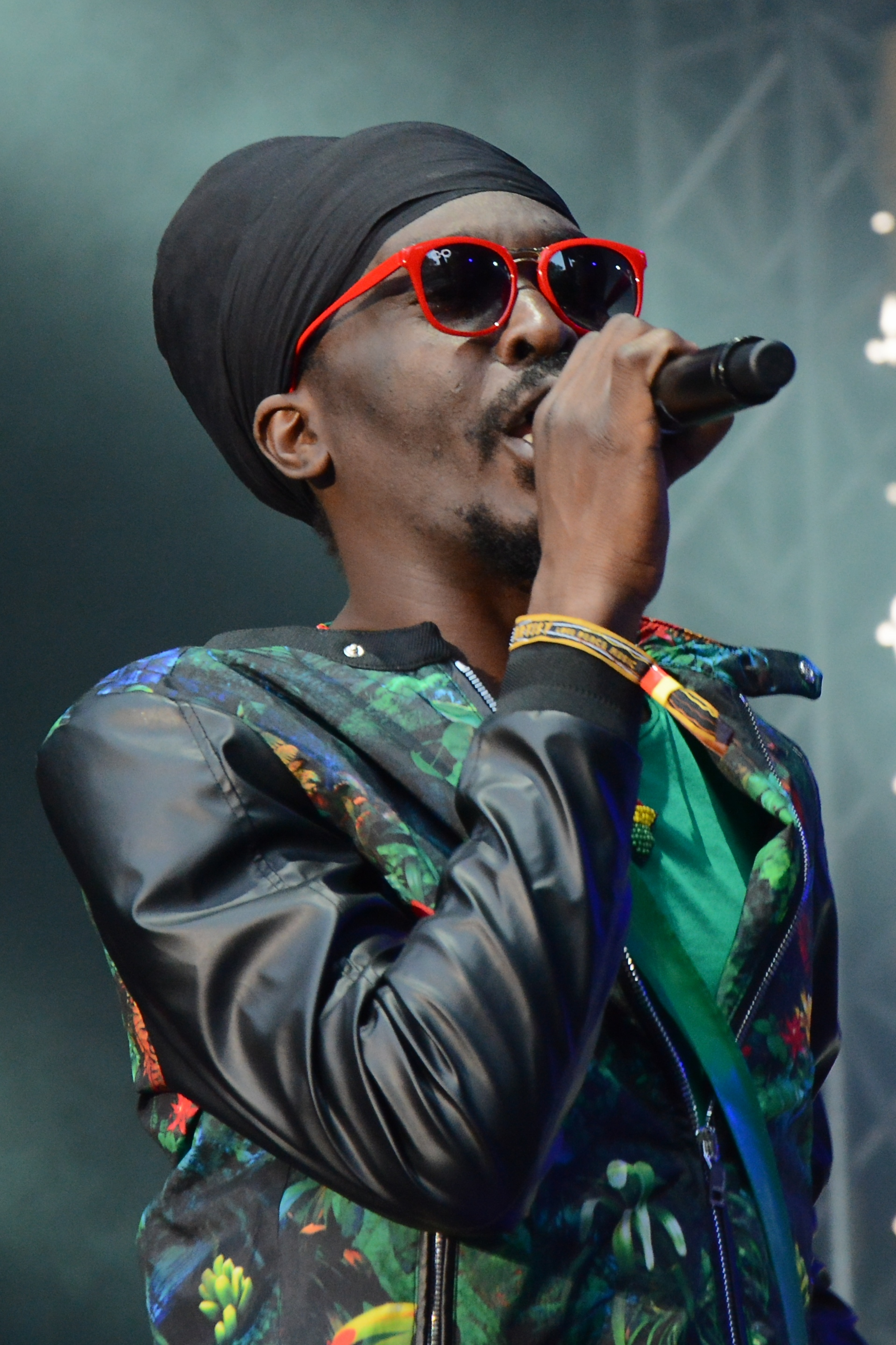
Anthony B (* 1976)

- 1976: Anthony B, jamaikanischer Dancehall- und Reggae-Interpret
- 1976: Jonas Ernelind, schwedischer Handballspieler
- 1976: André Röhner, deutscher Schauspieler und Fotograf
- 1978: Fernando Ávalos, argentinischer Fußballspieler
- 1978: Sarah Masuch, deutsche Schauspielerin
- 1978: Jérôme Rothen, französischer Fußballspieler
- 1978: Vivian Schmitt, deutsche Pornodarstellerin
- 1978: Tony Yayo, US-amerikanischer Rapper
- 1979: Danny Invincibile, australischer Fußballspieler
- 1979: Jonna Mendes, US-amerikanische Skirennläuferin
- 1979: Benjamin Pratnemer, slowenischer Dartspieler
- 1980: Martin Albrechtsen, dänischer Fußballspieler
- 1980: Wang Chien-ming, taiwanesischer Baseballspieler
- 1980: Malik Joyeux, tahitianischer Surfer

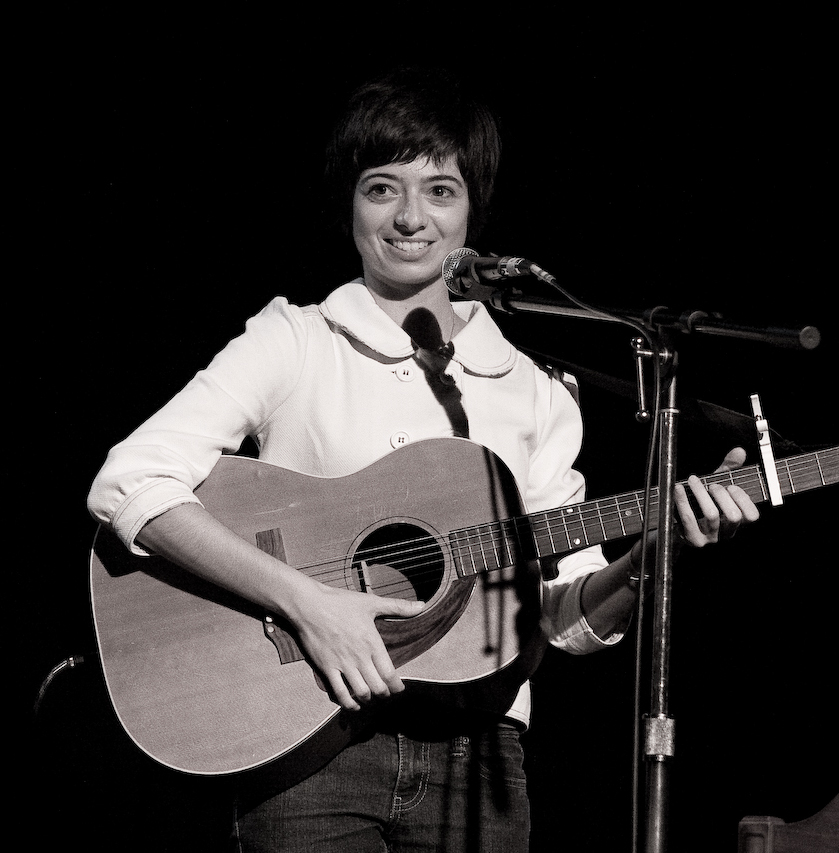
Kate Micucci (* 1980)

- 1980: Kate Micucci, US-amerikanische Schauspielerin, Komikerin und Singer-Songwriterin.
- 1980: Pa Dembo Touray, gambischer Fußballspieler
- 1981: Benjamin Adrion, deutscher Fußballspieler
- 1981: Monika Augustin-Vogel, schweizerische Leichtathletin
- 1981: Thelma Buabeng, deutsche Schauspielerin
- 1981: Wolfgang Bubenik, österreichischer Fußballspieler
- 1982: David Poisson, französischer Skirennläufer
- 1982: Chloé Zhao, chinesische Filmregisseurin
- 1983: Hashim Amla, südafrikanischer Cricketspieler
- 1983: Sophie Hunger, Schweizer Sängerin und Komponistin
- 1983: Sophie Rogall, deutsche Schauspielerin und Sprecherin
- 1983: Christian Scott, US-amerikanischer Trompeter und Flügelhornist
- 1984: Haidar Al-Shaïbani, kanadischer Fußballspieler
- 1984: Eddie Johnson, US-amerikanischer Fußballspieler
- 1984: Michał Rokicki, polnischer Schwimmer
- 1985: Jessica Szohr, US-amerikanische Schauspielerin
- 1986: Ahn Jae-hong, südkoreanischer Schauspieler
- 1986: Andreas Dober, österreichischer Fußballspieler
- 1986: Peter Dempsey, irischer Rennfahrer
- 1987: Nordin Amrabat, niederländisch-marokkanischer Fußballspieler
- 1987: K. Humpy, indische Schachspielerin
- 1988: Ante Brkić, kroatischer Schachspieler
- 1988: DeAndre Liggins, US-amerikanischer Basketballspieler
- 1989: Pablo Piatti, argentinischer Fußballspieler
- 1990: Marta Huerta de Aza, spanische Fußballschiedsrichterin
- 1991: Fernando Arismendi, uruguayischer Fußballspieler
- 1992: Kim Haeng-jik, südkoreanischer Karambolagespieler
- 1992: Henri Laaksonen, schweizerisch-finnischer Tennisspieler
- 1992: Christian Mathenia, deutscher Fußballspieler
- 1993: Abidine Abidine, mauretanischer Leichtathlet
- 1995: Lindsay Agnew, kanadische Fußballspielerin
- 1996: Lennart König, deutscher Schauspieler
- 1998: Anna Seidel, deutsche Shorttrackerin
- 2000: Elias Abouchabaka, deutscher Fußballspieler
- 2000: Lars Lukas Mai, deutscher Fußballspieler

## Gestorben

### Vor dem 16. Jahrhundert
- 0032 v. Chr.: Titus Pomponius Atticus, römischer Ritter
- 0310: Ōjin, japanischer Kaiser
- 1028: Lý Thái Tổ, Herrscher des vietnamesischen Reiches Đại Cồ Việt, Begründer der Lý-Dynastie
- 1046: Guido von Pomposa, Benediktiner
- 1185: Beatrix von Rethel, Königin von Sizilien
- 1251: Wilhelm von Modena, Bischof von Modena, päpstlicher Legat, Kardinal
- 1366: Otto von Ziegenhain, deutscher Kanoniker in den Domkapiteln zu Mainz und Köln, Propst des Petristifts in Fritzlar
- 1379: Georg von Wildenstein, Abt des Klosters St. Gallen
- 1388: Everard ’t Serclaes, Herzog von Cruyckembourg (Ternat)
- 1424: Siegfried Lander von Spanheim, Landmeister von Livland des Deutschen Ordens
- 1460: Heinrich Laufenberg, Schweizer Priester und Autor
- 1472: Kraft V. von Hohenlohe-Weikersheim, Reichsgraf von Ziegenhain und Nidda
- 1493: Martín Alonso Pinzón, spanischer Seefahrer, Teilnehmer der ersten Kolumbus-Reise
- 1495: Guy Pot, französischer Adeliger

### 16. und 17. Jahrhundert
- 1518: Heinrich Bebel, deutscher Humanist
- 1525: René de Savoie, Graf von Villars, Großmeister von Frankreich
- 1529: Gabriel von Taxis, Innsbrucker Postmeister
- 1547: Franz I., König von Frankreich
- 1550: Barbara von Rottal, mährische Adelige, möglicherweise außereheliche Tochter von Kaiser Maximilian I.
- 1567: Philipp I., Landgraf von Hessen
- 1593: Johannes von Schröter, deutscher Mediziner und erster Rektor der Universität Jena
- 1596: Francesco Ciceri, italienischer Humanist und Hochschullehrer
- 1616: Johann Adolf, Fürstbischof von Lübeck und Bischof von Bremen und Hamburg
- 1621: Philipp III., König von Spanien und Portugal
- 1631: John Donne, englischer Schriftsteller
- 1657: Johannes Scherenbeck, deutscher Priester und Abt
- 1660: Johann von Reuschenberg, bayrischer, später kaiserlicher Feldherr und Diplomat
- 1665: Susanna Edelhäuser, Opfer der Hexenverfolgung in Friedberg
- 1669: Johann Peter Lotichius, deutscher Humanist, Mediziner, Poet und Historiograph
- 1671: Anne Hyde, erste Frau James Stuarts, des Herzogs von York
- 1673: Christoph Friedrich von Salza, kurfürstlich-sächsischer Rat, Landesältester des Görlitzer Kreises, Gründer der Exulantenstadt Neu-Salza
- 1676: George Konrad Crusius niederländischer Rechtswissenschaftler
- 1693: Jiří Melcl, tschechischer Komponist

### 18. Jahrhundert
- 1702: Filippo Giannetto, sizilianischer Maler
- 1703: Johann Christoph Bach, deutscher Komponist, Sohn von Heinrich Bach
- 1722: Eberhard von Danckelman, Hauslehrer des ersten preußischen Königs, brandenburgischer Minister, preußischer Oberpräsident und Reichsfreiherr
- 1722: Campegius Vitringa der Ältere, reformierter Theologe
- 1724: Sophia von Sachsen-Weißenfels, Fürstin von Anhalt-Zerbst

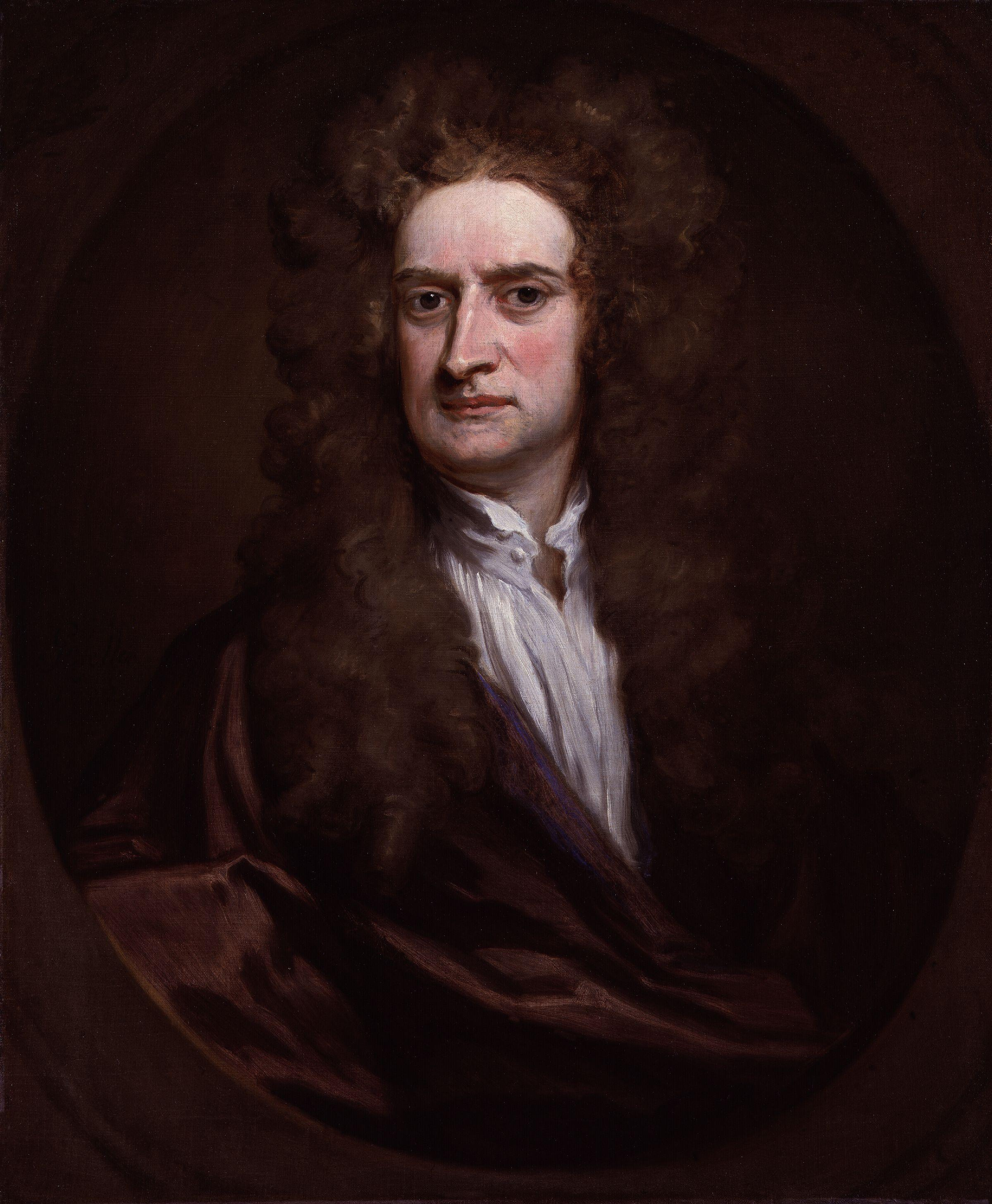
Isaac Newton († 1727)

- 1727: Isaac Newton, britischer Philosoph und Mathematiker
- 1732: Franz Mozart, deutscher Bildhauer
- 1734: Robert Hunter, englischer Gouverneur der Provinzen New York, New Jersey und Jamaika
- 1739: Magnus Berg, norwegischer Maler und Elfenbeinschnitzer
- 1740: Johann Christoph Meurer, Generalsuperintendent
- 1741: Pieter Burman der Ältere, niederländischer Philologe
- 1744: Johann Ulrich Tresenreuter deutscher Pädagoge, Philologe, Philosoph und evangelischer Theologe
- 1749: Johann Heel, süddeutscher Maler
- 1750: Christina Sophia von Ostfriesland, Fürstin von Schwarzburg-Rudolstadt
- 1750: Johanna Charlotte von Anhalt-Dessau, Markgräfin von Brandenburg-Schwedt
- 1751: Friedrich Ludwig von Hannover, Prince of Wales

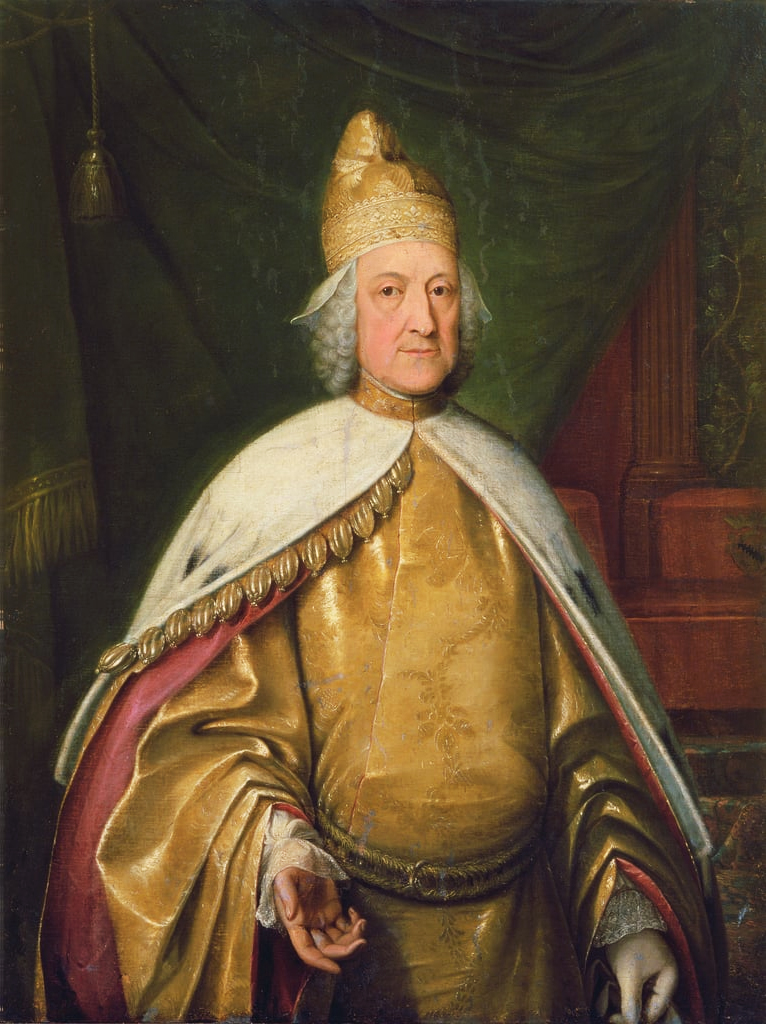
Marco Foscarini († 1763)

- 1763: Marco Foscarini, 117. Doge von Venedig
- 1765: Anna Constantia Gräfin von Cosel, Mätresse Augusts des Starken
- 1767: George Wilhelm von Sydow, preußischer Landrat
- 1791: Archibald Campbell, britischer Offizier, Politiker und Gouverneur von Georgia, Jamaika und Madras
- 1791: Matthias Ogden, Offizier der Kontinentalarmee während des Amerikanischen Unabhängigkeitskrieges
- 1794: Bernardino Galliari, italienischer Maler
- 1797: Benjamin von Amaudruz, preußischer Generalleutnant
- 1797: Olaudah Equiano, nigerianischer Sklave und Schriftsteller

### 19. Jahrhundert
- 1804: Victor-François de Broglie, französischer Heerführer und Staatsmann
- 1810: Luigi Lanzi, italienischer Historiker
- 1811: Christoph Städele, deutscher Hutmacher und Dichter
- 1814: John Dawson, US-amerikanischer Politiker
- 1816: Giuseppe Angeluni, griechisch-katholischer Erzbischof
- 1816: Francis Asbury, US-amerikanischer Bischof
- 1817: Johannes Schuback, deutscher Kaufmann
- 1821: Josephine Brunsvik, ungarische Adlige
- 1822: Leonhard Johann Bertholdt, deutscher evangelischer Theologe und Hochschullehrer
- 1828: Ida von Anhalt-Bernburg-Schaumburg-Hoym, Erbprinzessin zu Lübeck und Prinzessin zu Holstein-Oldenburg
- 1832: Karl August Ferdinand Fuchs, deutscher Pfarrer und Schriftsteller
- 1834: Landolin Ohnmacht, deutscher Bildhauer
- 1837: John Constable, britischer Landschaftsmaler
- 1841: Eduard Gurk, österreichischer Maler
- 1843: Thomas Fowler, Mathematiker und Erfinder
- 1850: Heinrich Franz von Bombelles, österreichischer Diplomat, Offizier und Erzieher des späteren Kaisers Franz Joseph I.
- 1850: John C. Calhoun, US-amerikanischer Politiker

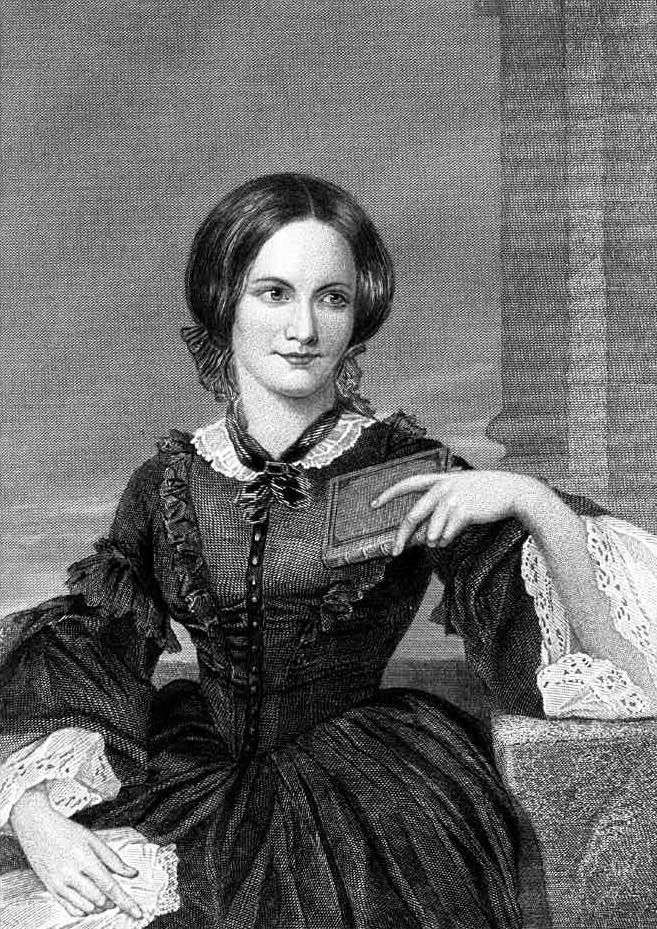
Charlotte Brontë († 1855)

- 1855: Charlotte Brontë, britische Schriftstellerin (Jane Eyre)
- 1857: Christian Carl Theodor Ludwig Sethe, deutscher Jurist
- 1867: Philipp Allmang, deutscher evangelischer Geistlicher und Politiker
- 1868: Theodor Reh, deutscher Politiker
- 1869: Allan Kardec, französischer Pädagoge und Spiritist
- 1870: Karl von Rothkirch-Panthen, böhmisch-österreichischer Politiker, Verwaltungsbeamter, Oberstlandmarschall und Statthalter
- 1873: Wilhelm Stern, deutscher Pädagoge
- 1875: Jean-Henri Duchosal, Schweizer Mediziner und Politiker
- 1875: Gaetano Nava, italienischer Musikpädagoge und Komponist
- 1877: Antoine-Augustin Cournot, französischer Mathematiker und Wirtschaftstheoretiker
- 1880: Henryk Wieniawski, polnischer Violinist und Komponist
- 1884: Konrad Deubler, österreichischer Landwirt, Bäcker, Gastwirt und Bürgermeister von Goisern
- 1885: Franz Abt, deutscher Komponist und Kapellmeister
- 1886: Józef Bohdan Zaleski, polnischer Dichter
- 1888: Jean-Marie Guyau, französischer Philosoph
- 1891: Takaba Osamu, japanische Ärztin, Konfuzianerin, Erzieherin
- 1895: Marie Emilie Auguste Koberwein, österreichische Burgtheaterschauspielerin
- 1897: Hugo Hanke, Berliner Bauunternehmer und Mitglied der Stadtverordnetenversammlung
- 1898: Eleanor Marx, deutsch-englische Sozialistin

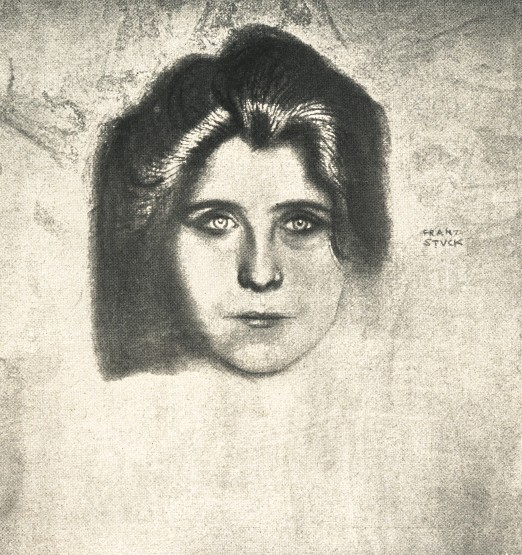
Juliane Déry († 1899)

- 1899: Juliane Déry, deutsche Schriftstellerin
- 1900: Wilhelm Bauer, deutscher oder österreichischer Automobilrennfahrer

### 20. Jahrhundert

#### 1901–1950
- 1901: John Stainer, britischer Organist und Komponist
- 1903: Konrad Meyer, Schweizer Angestellter und Dichter
- 1904: Auguste Bernus, Schweizer evangelischer Geistlicher und Hochschullehrer
- 1911: Ella Magnussen, deutsche Malerin
- 1913: J. P. Morgan, US-amerikanischer Unternehmer und Bankier
- 1914: Hubert von Herkomer, britischer Maler, Bildhauer, Musiker und Schriftsteller
- 1914: Christian Morgenstern, deutscher Dichter und Schriftsteller
- 1915: Wyndham Halswelle, britischer Leichtathlet, Olympiasieger
- 1915: Nathan Rothschild, britischer Bankier und Politiker
- 1917: Emil von Behring, deutscher Bakteriologe und Serologe, Nobelpreisträger
- 1918: Richard Mandl, österreichischer Komponist
- 1918ː Anna vom Rath, deutsche Salonnière in Berlin
- 1919: Louis Riedel, deutscher Mundartdichter
- 1920: Paul Bachmann, deutscher Mathematiker
- 1920: Lothar von Trotha, deutscher General der Infanterie
- 1927: Kang Youwei, chinesischer Reformer, Pädagoge und Philosoph
- 1928: Gustave Ador, Schweizer Politiker
- 1928: Medardo Rosso, italienisch-französischer Bildhauer
- 1929: Myron T. Herrick, US-amerikanischer Politiker, Gouverneur von Ohio
- 1929: Evaristo Lucidi, italienischer Geistlicher, Kurienkardinal
- 1930: Emil Krebs, deutsches Sprachgenie
- 1933: Paul Nikolaus, deutscher Conférencier, Kabarettist, Dichter und Bühnenautor
- 1934: Franziskus Ehrle, deutscher Ordensgeistlicher, Kurienkardinal
- 1934: René Guisan, Schweizer evangelischer Geistlicher und Hochschullehrer
- 1937: Ahmed İzzet Pascha, osmanischer Soldat und Staatsmann
- 1938: Jacobus Marinus Janse, niederländischer Biologe
- 1939: Johan Petter Åhlén, schwedischer Unternehmer und Curler
- 1940: Carlo Bugatti, italienischer Designer, Dekorateur und Architekt
- 1940: Marie Egner, österreichische Malerin
- 1944: Johannes Greber, deutscher Geistlicher und Politiker, MdR

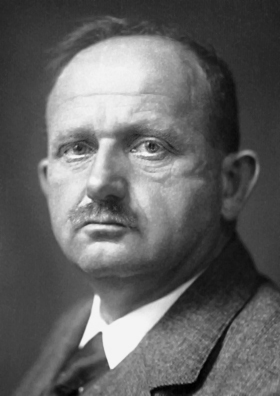
Hans Fischer († 1945)

- 1945: Hans Fischer, deutscher Chemiker und Mediziner, Nobelpreisträger
- 1946: Martin Davey, US-amerikanischer Politiker
- 1946: Takeda Rintarō, japanischer Schriftsteller
- 1947: Georg Ledebour, deutscher Journalist und Politiker, MdR
- 1947: Qazi Mohammed, einziger Regierungschef der kurdischen Republik Mahabad
- 1948: Egon Erwin Kisch, Journalist und Reporter
- 1950: Karl Birnbaum, deutscher Psychiater und Neurologe

#### 1951–2000
- 1952: John George Clark Anderson, britischer Althistoriker und Epigraphiker
- 1952: Walter Schellenberg, deutscher General der SS und der Polizei, Leiter der vereinigten Geheimdienste des SD und Abwehr des RSHA, Kriegsverbrecher
- 1953: Jan Akkersdijk, niederländischer Fußballspieler
- 1956: Ralph DePalma, US-amerikanischer Automobilrennfahrer
- 1958: Hans Ehrenberg, deutscher Theologe
- 1959: Peter Suhrkamp, deutscher Verleger und Verlagsgründer
- 1959: Peter Van den Bossche, belgischer Jurist, Hochschullehrer und Mitglied am Appellate Body der WTO
- 1960: Franz-Josef Binder, österreichischer Motorradrennfahrer und Entwicklungsingenieur
- 1962: Hermann Bollnow, deutscher Historiker
- 1963: Wilhelm Heinitz, deutscher Musikwissenschaftler
- 1965: Gerta von Ubisch, deutsche Physikerin, Botanikerin, erste Professorin in Baden
- 1968: Homer D. Angell, US-amerikanischer Politiker
- 1968: Skeets McDonald, US-amerikanischer Country-Musiker
- 1968: Elly Ney, deutsche Pianistin und Musikpädagogin
- 1971: Michael Browne, irischer Ordensgeistlicher, Kurienkardinal
- 1971: Alfred Desenclos, französischer Komponist

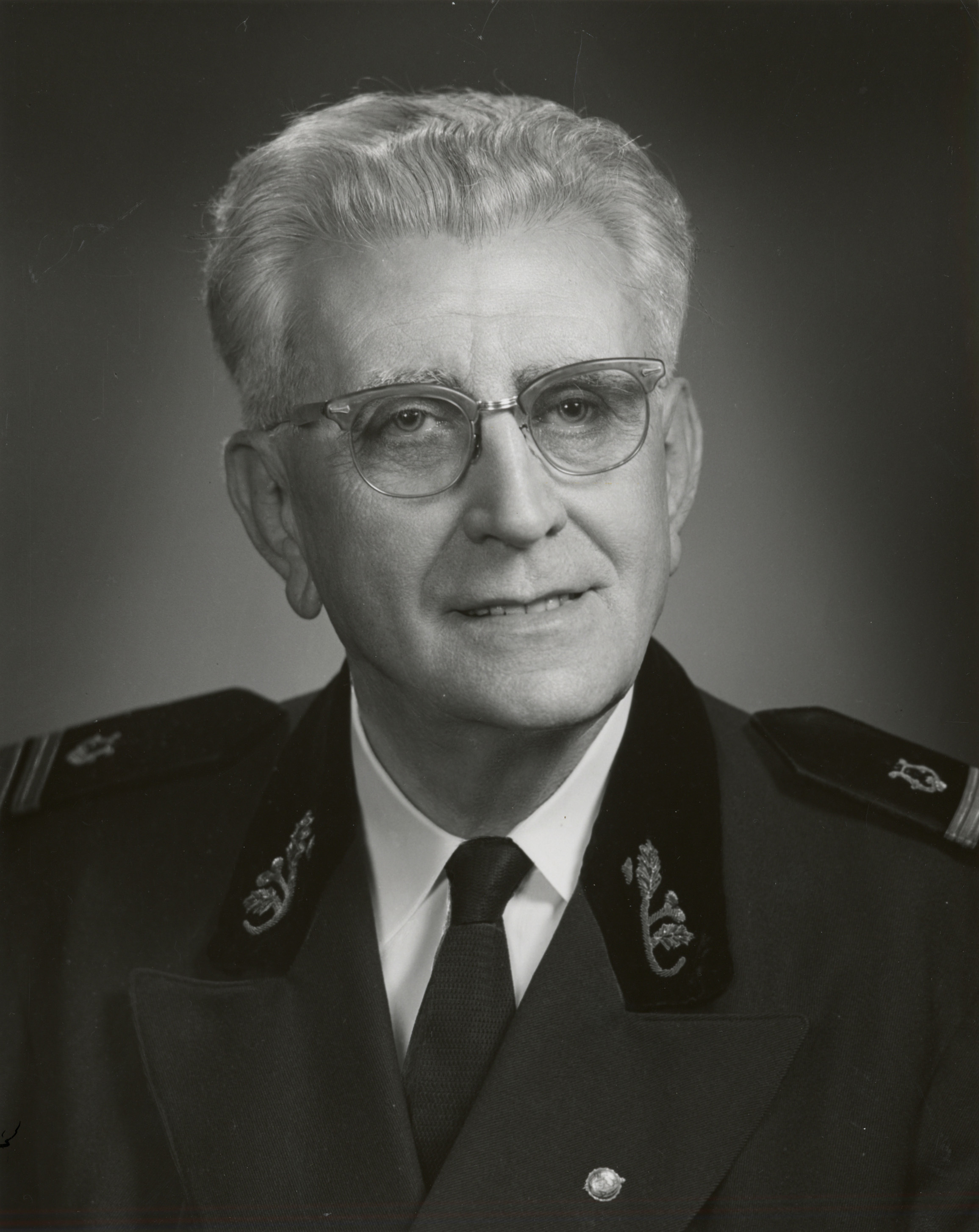
Karl L. King († 1971)

- 1971: Karl L. King, US-amerikanischer Komponist und Dirigent
- 1972: Ramon Iglésias Navarri, Bischof von Urgell und Co-Fürst von Andorra
- 1973: Ota Pavel, tschechischer Schriftsteller, Sportpublizist, Erzähler und Journalist
- 1973: Kurt Thomas, deutscher Komponist und Chorleiter
- 1975: Karl Höger, deutscher Fußballspieler und -trainer
- 1975: Virginio Rosetta, italienischer Fußballspieler, Weltmeister
- 1976: René Ahrlé, deutscher Grafiker, Maler und Fotograf
- 1976: Hans-Adolf Asbach, deutscher Jurist und Politiker
- 1976: Edward Streeter, US-amerikanischer Journalist und Schriftsteller
- 1977: Georg Stöhr, deutscher Fechter
- 1978: Charles Best, US-amerikanischer Physiologe
- 1980: Arthur Kleiner, österreichisch-amerikanischer Filmkomponist
- 1980: Jesse Owens, US-amerikanischer Leichtathlet, Olympiasieger
- 1983: Karandasch, russischer Clown
- 1983: Augustin Farah, libanesischer Erzbischof
- 1983: Paula Hertwig, deutsche Biologin und Politikerin
- 1983: Ozaki Kazuo, japanischer Schriftsteller
- 1986: Helga Anders, österreichische Schauspielerin und Synchronsprecherin
- 1986: William Passmore, südafrikanischer Boxer
- 1986: Paulus Rusch, Bischof der Diözese Innsbruck
- 1987: Eugen Andergassen, österreichischer Schriftsteller
- 1988: William McMahon, australischer Politiker und Premierminister
- 1988: Oliver Hassencamp, deutscher Jugendbuchautor, Kabarettist und Schauspieler
- 1989: Karl Fuchs, deutscher Politiker, MdL, MdB, MdEP
- 1990: Jerzy Karol Ablewicz, polnischer Bischof
- 1992: Alfredo De Angelis, argentinischer Musiker, Bandleader und Komponist
- 1993: Brandon Lee, US-amerikanischer Schauspieler
- 1994: Léon Degrelle, belgischer Faschist
- 1995: Roberto Juarroz, argentinischer Dichter und Schriftsteller
- 1995: Selena Quintanilla-Pérez, texanische Grammy-Gewinnerin
- 1996: Jeffrey Lee Pierce, US-amerikanischer Sänger, Songwriter und Gitarrist (The Gun Club)

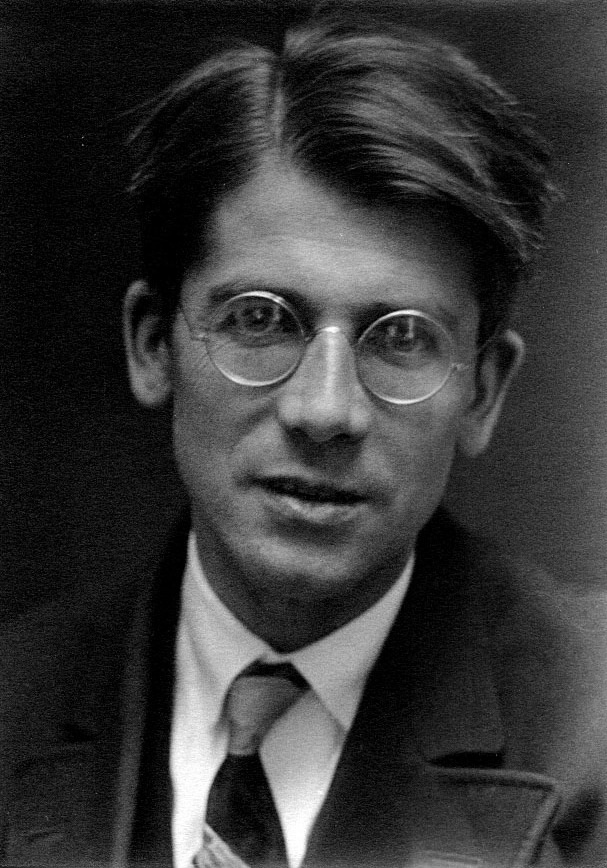
Friedrich Hund († 1997)

- 1997: Friedrich Hund, deutscher Physiker
- 1998: Bella Abzug, US-amerikanische Politikerin und Frauenrechtlerin
- 1998: Arthur Cunningham, US-amerikanischer Komponist
- 1999: Jerry Toth, kanadischer Jazzsaxophonist, -klarinettist und -flötist, Komponist und Arrangeur
- 2000: Gisèle Freund, deutsche Fotografin und Soziologin
- 2000: Pierre Chancel, französischer Autorennfahrer

### 21. Jahrhundert
- 2001: Clifford Shull, Physiker
- 2001: Rob Stolk, niederländischer Aktivist
- 2002: Richard Ackerschott, deutscher Fußballspieler
- 2002: Alec Hannan, südafrikanischer Boxer
- 2003: George Connor, US-amerikanischer American-Football-Spieler
- 2003: Harold Scott MacDonald Coxeter, britisch-kanadischer Mathematiker
- 2003: Fermín Vélez, spanischer Autorennfahrer
- 2004: Luigi Agustoni, Schweizer Theologe, Kirchenmusiker und Professor
- 2004: Hedi Lang, Schweizer Politikerin
- 2004: Hedwig Pistorius, österreichische Schauspielerin
- 2005: Renato P. Arlati, Schweizer Schriftsteller
- 2005: Stanley Sadie, britischer Musikwissenschaftler
- 2005: Terri Schiavo, US-amerikanische Komapatientin
- 2006: Heny Álvarez, puerto-ricanischer Komponist, Perkussionist und Sänger
- 2006ː Lilly Wust, Bundesverdienstkreuzträgerin, Gerechte unter den Völkern
- 2007: Phil Cordell, britischer Musiker
- 2007: Paul Watzlawick, österreichisch-US-amerikanischer Kommunikationswissenschaftler, Psychotherapeut und Psychoanalytiker, Soziologe, Autor und Philosoph
- 2008: Jules Dassin, US-amerikanischer Filmregisseur
- 2009: Raúl Alfonsín, argentinischer Präsident
- 2011ː Dora Bruck-Heinz, österreichische Kunsthistorikerin
- 2011: Claudia Heill, österreichische Sportlerin
- 2014: Serge Gut, schweizerisch-französischer Musikwissenschaftler, Komponist und Pianist
- 2014: Frankie Knuckles, US-amerikanischer DJ und Musiker
- 2015: Arndt Frauenrath, deutscher Unternehmer und Verbandsfunktionär
- 2016: Ronnie Corbett, britischer Unterhaltungskünstler
- 2016: Georges Cottier, Schweizer Kardinal

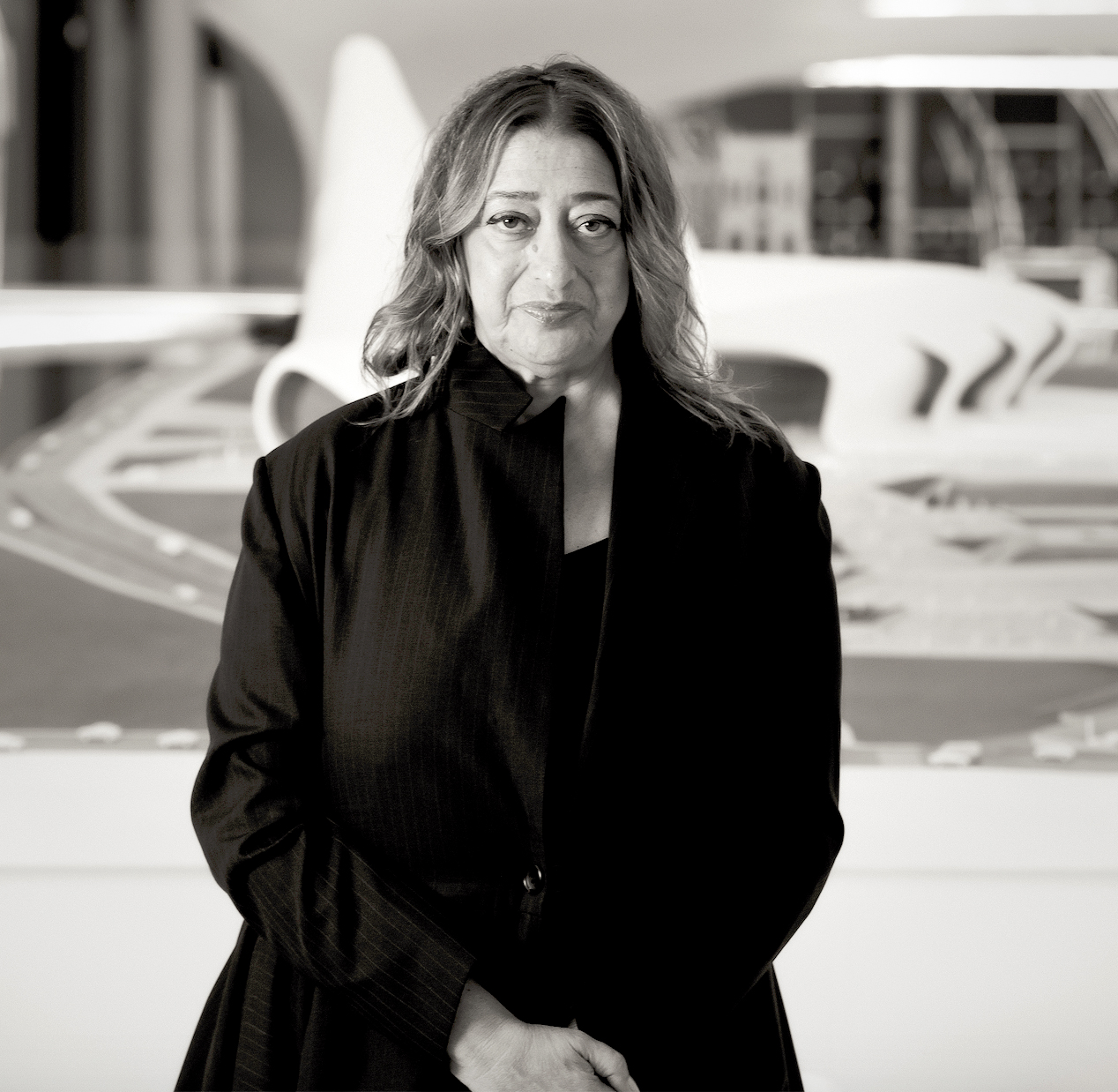
Zaha Hadid († 2016)

- 2016: Zaha Hadid, irakisch-britische Architektin

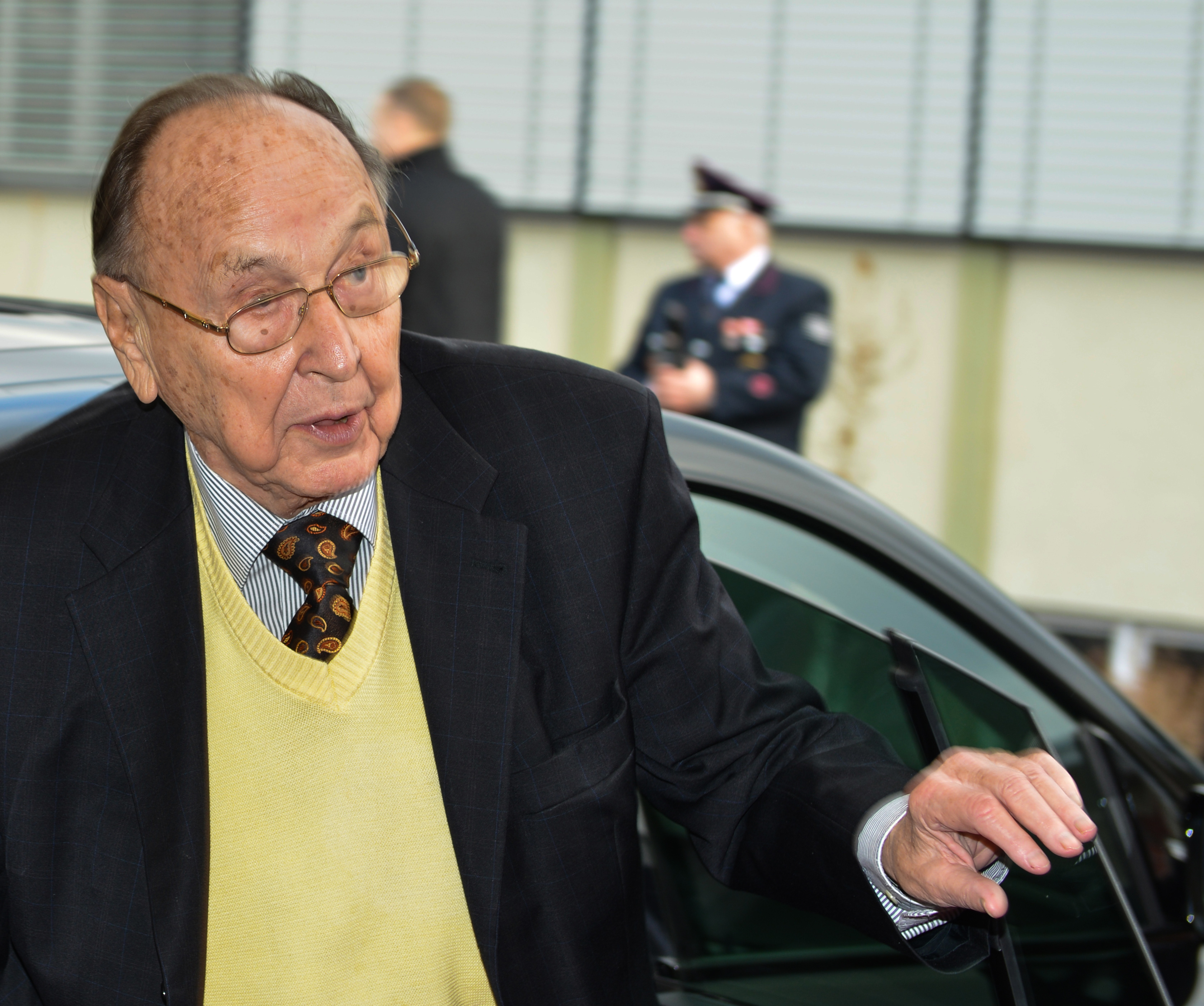
Hans-Dietrich Genscher († 2016)

- 2016: Hans-Dietrich Genscher, deutscher Politiker
- 2016: Imre Kertész, ungarischer Schriftsteller, Nobelpreisträger
- 2017: Gilbert Baker, US-amerikanischer Künstler und Designer der Regenbogenfahne
- 2017: Erwin Kruk, deutsch-polnischer Schriftsteller, Dichter und Literaturkritiker
- 2017: James Rosenquist, US-amerikanischer Pop-Art-Maler
- 2017: Roland W. Schmitt, US-amerikanischer Physiker und Manager
- 2018: Peter Rabe, deutscher Politiker
- 2019: Nipsey Hussle, US-amerikanischer Rapper
- 2020: Abd al-Halim Chaddam, syrischer Politiker
- 2021: Kamal al-Ganzuri, ägyptischer Politiker
- 2021: Günter Pappenheim, deutscher Widerstandskämpfer und Politiker
- 2021: Erwin Piechowiak, deutscher Fußballspieler
- 2021: Jozef Podprocký, slowakischer Komponist
- 2021: Thomas Saisi, kenianischer Mittelstreckenläufer
- 2022: Günter Deckert, deutscher rechtsextremer Politiker und Holocaustleugner
- 2022: Rahel Renate Mann, deutsche Ärztin, Psychotherapeutin und Lyrikerin sowie Überlebende des Holocaust
- 2024ː Barbara Baldavin, US-amerikanische Schauspielerin und Casting-Direktorin
- 2024ː Lieselott Beschorner, österreichische Malerin
- 2024ː Barbara Rush, US-amerikanische Schauspielerin
- 2024ː Felicija Nijolė Sadūnaitė, litauische Ordensfrau
- 2025ː Sian Barbara Allen, US-amerikanische Schauspielerin
- 2025ː Maria Olandina Isabel Caeiro Alves, osttimoresische Beamtin, Geschäftsfrau, Diplomatin und Frauenrechtlerin
- 2025: Charlotte Webb, britische Kryptoanalytikerin

## Feier- und Gedenktage
- Kirchliche Gedenktage
  - Akakios Agathangelos, Bischof von Hither, eventuell Märtyrer (evangelisch, römisch-katholisch, orthodox)
  - John Donne, englischer Priester und Dichter (anglikanisch, evangelisch: ELCA)
  - Josef, einer der Stammväter des Volkes Israel (evangelisch: LCMS)
- Namenstage
  - Benjamin, Cornelia
- Aktionstage
  - International Transgender Day of Visibility (TDoV), Internationaler Tag für trans Sichtbarkeit (seit 2009)[1][2]

Weitere Einträge enthält die Liste von Gedenk- und Aktionstagen.